# Liste der Biografien/Walt
Liste der Biografien |
Portal Biografien |
Personensuche
# |
A |
B |
C |
D |
E |
F |
G |
H |
I |
J |
K |
L |
M |
N |
O |
P |
Q |
R |
S |
T |
U |
V |
W |
X |
Y |
Z |
?
 
Wa |
Wc |
Wd |
We |
Wh |
Wi |
Wj |
Wl |
Wn |
Wo |
Wr |
Ws |
Wt |
Wu |
Ww |
Wy |
Wz
 
Waa |
Wab |
Wac |
Wad |
Wae |
Waf |
Wag |
Wah |
Wai |
Waj |
Wak |
Wal |
Wam |
Wan |
Wao |
Wap |
Waq |
War |
Was |
Wat |
Wau |
Wav |
Waw |
Wax |
Way |
Waz
 
Wala |
Walb |
Walc |
Wald |
Wale |
Walf |
Walg |
Walh |
Wali |
Walj |
Walk |
Wall |
Walm |
Waln |
Walo |
Walp |
Walq |
Walr |
Wals |
Walt |
Walu |
Walw |
Waly |
Walz
Die Liste der Biografien führt alle Personen auf, die in der deutschsprachigen Wikipedia einen Artikel haben. Dieses ist eine Teilliste mit 899 Einträgen von Personen, deren Namen mit den Buchstaben „Walt“ beginnt.

## Walt
- Walt, Annina (* 1996), Schweizer Schauspielerin
- Walt, Armand van der (* 2004), südafrikanischer Sprinter
- Walt, Barend Van der (1914–2002), südafrikanischer Politiker und Administrator von Südwestafrika
- Walt, Deon van der (1958–2005), südafrikanischer Opernsänger (lyrischer Tenor)
- Walt, Peter (* 1964), Schweizer Radiomoderator und Musikredakteur
- Walt, Siri (* 1967), Schweizer Diplomatin
- Walt, Stephen M. (* 1955), US-amerikanischer Politikwissenschaftler

### Walta
- Walta, Akim (* 1970), deutscher Graffiti-Writer, Hip-Hop-Produzent, Unternehmer und Veranstalter
- Walta, Daniel (* 1977), deutscher Regisseur und Drehbuchautor
- Waltard († 1012), Erzbischof der Diözese Magdeburg
- Waltari, Mika (1908–1979), finnischer SchriftstellerMika Waltari (1908–1979)

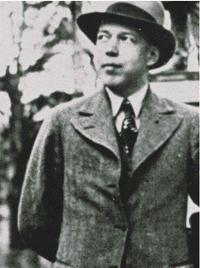
Mika Waltari (1908–1979)

### Waltb
- Waltbert, Graf von Wildeshausen

### Waltc
- Waltcaud, Bischof von Lüttich

### Walte
- Walte, Johann Georg (1811–1890), deutscher Maler und Zeichner

#### Waltem
- Waltemath, Dagmar (* 1981), deutsche Informatikerin und Hochschullehrerin
- Waltemathe, Ernst (1935–1997), deutscher Politiker (SPD), MdB

#### Walten
- Waltenberger, Georg (1865–1961), deutscher Kunstmaler
- Waltenberger, Michael (* 1967), deutscher Philologe
- Waltenberger, Reinhard (* 1957), österreichischer Radrennfahrer
- Waltenberger, Wolfgang (* 1974), österreichischer Physiker und Hochschullehrer
- Waltener, Clement (* 1996), luxemburgischer Eishockeyspieler
- Waltenhofen, Adalbert von (1828–1914), österreichischer Physiker und Elektrotechniker
- Waltensburger Meister, Maler
- Waltenspühl, Paul (1917–2001), Schweizer Architekt

#### Walter
- Walter († 864), Abt des Klosters Reichenau (858–864)
- Walter († 1169), Bischof von Breslau
- Walter († 1232), schottischer Geistlicher
- Walter († 1235), schottischer Geistlicher

###### Walter B
- Walter Brisebarre, Herr von Beirut

###### Walter C
- Walter Chatton († 1343), englischer Philosoph und Theologe

###### Walter D
- Walter de Gloucester, normannischer Ritter und Sheriff von Gloucestershire
- Walter de la Wyle († 1271), englischer Geistlicher, Bischof von Salisbury
- Walter de Milemete, englischer Pfarrer
- Walter der Kanzler, Kämmerer von Antiochia

###### Walter F
- Walter fitz Alan, 1. High Steward of Scotland († 1177), schottischer Adliger

###### Walter I
- Walter I., Graf von Vexin, Amiens, Valois und Dreux
- Walter I., Graf von Brienne, Graf von Bar-sur-Seine
- Walter I. Garnier († 1154), Herr von Caesarea
- Walter I. von Geroldseck († 1277), Herr von Hohengeroldseck
- Walter II., Graf von Brienne
- Walter II., Graf von Vexin, Amiens, Valois und Mantes
- Walter II. Brisebarre, Herr von Beirut
- Walter II. Garnier, Herr von Caesarea
- Walter II. von Avesnes, französischer Graf
- Walter II. von Châtillon († 1148), Herr von Châtillon, Troissy, Crécy und Montjay
- Walter III. († 1205), Graf von Brienne, Fürst von Tarent, Herzog von Apulien, Graf von Lecce sowie Titularkönig von Sizilien
- Walter III. († 1063), Graf von Vexin, Amiens, Mantes und Maine
- Walter III. Brisebarre, Herr von Beirut, Herr von Blanchegarde
- Walter III. von Caesarea († 1229), Herr von Caesarea, Konstabler von Zypern
- Walter III. von Châtillon († 1219), Herr von Châtillon, Troissy, Montjay, Crécy und Pierrefonds, Graf von St. Pol
- Walter III. von Geroldseck († 1364), Herr von Hohengeroldseck
- Walter IV. (1205–1246), Graf von Brienne und Jaffa
- Walter IV. von Châtillon, Herr von Châtillon

###### Walter O
- Walter of Baltroddi († 1270), schottischer Geistlicher
- Walter of Berkeley, anglonormannischer Adliger und Höfling
- Walter of Bronescombe († 1280), englischer Geistlicher, Bischof von Exeter
- Walter of Kirkham († 1260), englischer Geistlicher und Beamter
- Walter of Merton († 1277), englischer Lordkanzler und Bischof von Rochester
- Walter of Pattishall, englischer Beamter und Richter
- Walter of Preston, englischer Adliger und Rebell
- Walter of Suffield († 1257), englischer Geistlicher, Bischof von Norwich

###### Walter S
- Walter Sans-Avoir († 1096), Anführer des Volkskreuzzugs
- Walter Supersaxo († 1482), Bischof und Politiker der Alten Eidgenossenschaft

###### Walter V
- Walter V. († 1311), Graf von Brienne, Conversano und Lecce, Herzog von Athen
- Walter V. von Châtillon († 1329), Herr von Châtillon, Graf von Porcéan und Connétable von Frankreich
- Walter VI. († 1356), Graf von Brienne, Conversano und Lecce, Titularherzog von Athen, sowie Connétable von FrankreichWalter VI. († 1356)

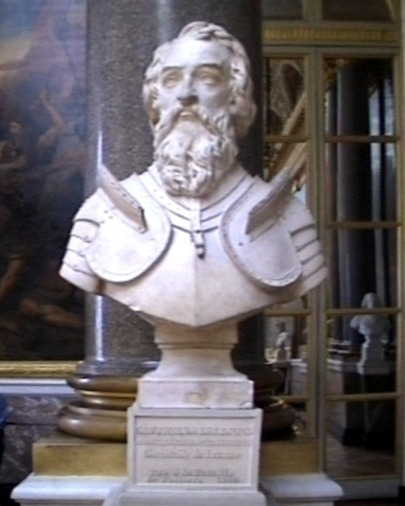
Walter VI. († 1356)

- Walter von Châtillon, französischer Schriftsteller und Theologe
- Walter von Geroldseck (1231–1263), Bischof von Straßburg
- Walter von Kaltental, Burggraf von Kaltental
- Walter von Kaltental, Deutschordensritter und Landkomtur der Ballei Lothringen
- Walter von Montbéliard († 1212), Konstabler von Jerusalem, Regent von Zypern
- Walter von Mortagne († 1174), französischer Theologe, Bischof
- Walter von Pagliara, Bischof von Troia und von Catania, Kanzler von Sizilien
- Walter von Palermo, Erzbischof von Palermo, Familiar Wilhelms II. von Sizilien
- Walter von Pontoise († 1099), christlicher Heiliger
- Walter von Saint-Omer († 1174), Fürst von Galiläa
- Walter von Sourdeval, Konstabler von Antiochia, Herr von Laitor
- Walter von Speyer († 1027), Bischof von Speyer
- Walter von St. Abraham, Herr von Haifa
- Walter von Trauchburg, Abt

##### Walter, A – Walter, W

###### Walter, A
- Walter, Achim (* 1963), deutscher Wirtschaftswissenschaftler
- Walter, Adolf (1829–1870), deutscher Politiker und Abgeordneter für das Oberamt Saulgau (1861–1868)
- Walter, Albert (1885–1980), deutscher Politiker (USPD, KPD, DP), MdHB, MdB und Gewerkschafter
- Walter, Alexander Petrowitsch (1818–1889), deutschbaltischer Anatom und Physiologe
- Walter, Alexandra (* 1978), deutsche Politikerin (AfD), MdL
- Walter, Alfred (1929–2004), österreichischer Dirigent
- Walter, Alois Ludwig (1820–1900), österreichischer Badewirt und Politiker, Landtagsabgeordneter
- Walter, Alu (* 1970), deutscher Bühnenbildner und Künstler
- Walter, Amalric (1870–1959), französischer Keramiker und Glasmacher
- Walter, Anders (* 1978), dänischer Drehbuchautor, Filmregisseur und Illustrator
- Walter, Andrea (* 1980), österreichische Schriftstellerin, Persönlichkeits- und Autorentrainerin
- Walter, Andreas (* 1973), deutscher Wirtschaftswissenschaftler und Hochschullehrer
- Walter, Andrzej (* 1969), polnischer Lyriker, Schriftsteller, Publizist, Literaturkritiker und Fotograf
- Walter, Anette, deutsche Fußballspielerin
- Walter, Anja (* 1968), deutsche Pflegepädagogin
- Walter, Annika (* 1975), deutsche Wasserspringerin
- Walter, Anton (1752–1826), österreich-ungarischer Hof-Orgel- und Instrumentenmacher
- Walter, Anton (1845–1896), deutscher Kirchenmusikschriftsteller
- Walter, Anton (1883–1950), österreichischer Cellist
- Walter, Anton Karlowitsch (1906–1965), russischer Kernphysiker und Hochschullehrer
- Walter, Arn (* 1902), deutscher Bildhauer
- Walter, Arno (1934–2022), deutscher Politiker (SPD)
- Walter, Arno (* 1967), deutscher Manager
- Walter, Arnold (1902–1973), tschechisch-kanadischer Musikpädagoge und -schriftsteller, Komponist
- Walter, Arthur (1860–1919), evangelisch-lutherischer Geistlicher, deutsch-baltischer Bekenner
- Walter, August (1821–1896), deutscher Violinist und Komponist
- Walter, August (1827–1888), deutscher Kaufmann und Politiker (Deutsche Fortschrittspartei), MdR, MdL Sachsen
- Walter, Auguste (1885–1948), deutsche Politikerin (SPD), MdL
- Walter, Axel (* 1968), deutscher Journalist und Fernsehmoderator

###### Walter, B
- Walter, Ben (* 1984), kanadischer Eishockeyspieler und -trainer
- Walter, Bernd (* 1951), deutscher Geschichtswissenschaftler
- Walter, Bernd (* 1962), deutscher Humorist, Moderator und Unterhaltungskünstler
- Walter, Bernhard (1861–1950), deutscher Physiker
- Walter, Bernhard (1911–1979), deutscher SS-Hauptscharführer und Leiter des Erkennungsdienstes der Politischen Abteilung des KZ Auschwitz
- Walter, Bernhard (1942–2015), deutscher Bankier
- Walter, Bettina (* 1971), deutsche Filmproduzentin, Dozentin und Geschäftsführerin
- Walter, Bruno (1876–1962), deutsch-französisch-amerikanischer Dirigent, Pianist und KomponistBruno Walter (1876–1962)

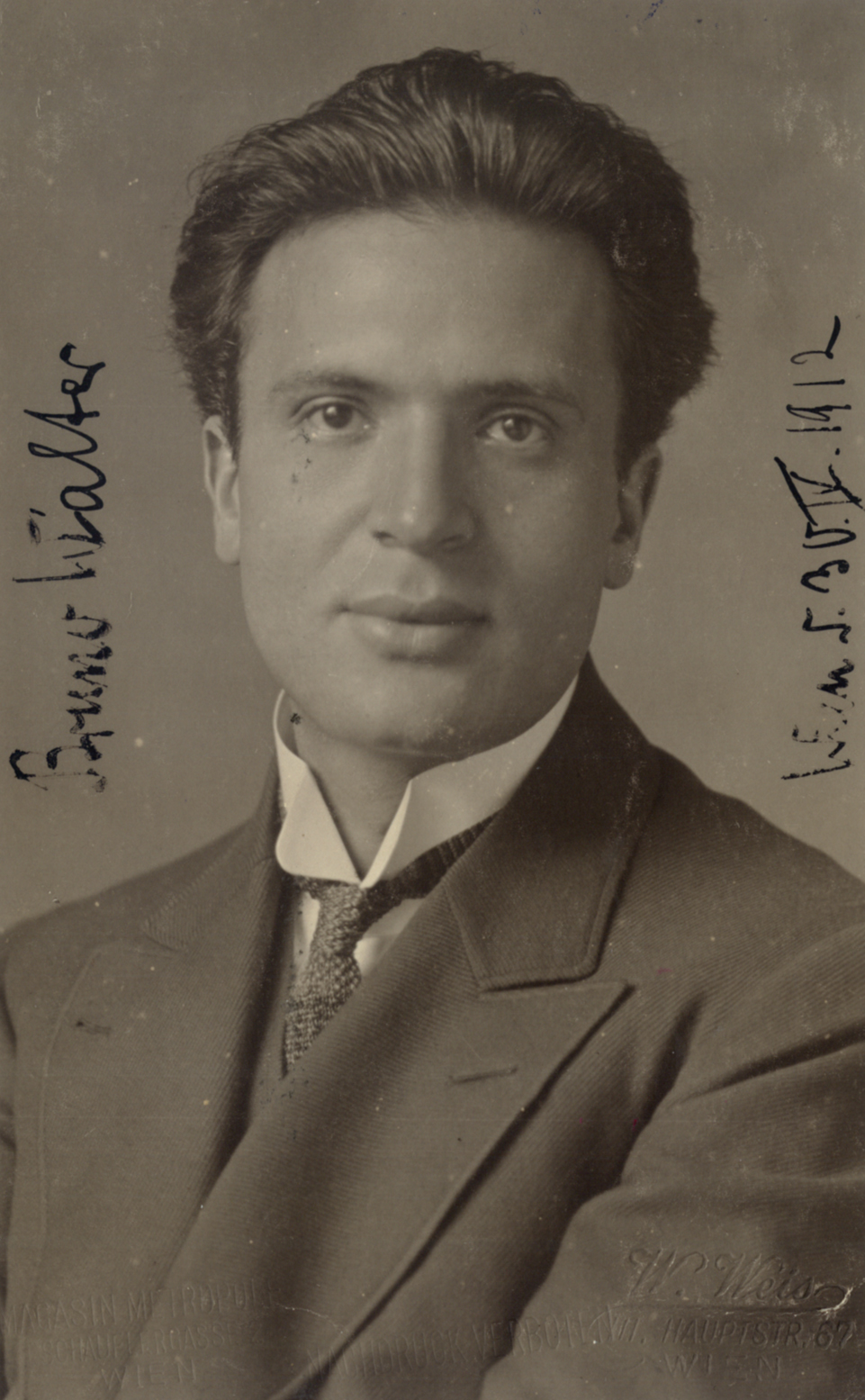
Bruno Walter (1876–1962)

- Walter, Bruno (* 1961), deutscher Politiker (Die Violetten)
- Walter, Bruno (* 1963), deutscher Kommunalpolitiker (CDU)

###### Walter, C
- Walter, Carl (1789–1854), deutscher evangelisch-lutherischer Geistlicher und Oberhofprediger in Schwerin
- Walter, Carl (1834–1906), deutscher Architekt und Fachschullehrer
- Walter, Carlheinz (* 1913), deutscher Schriftsteller
- Walter, Carolin (* 1985), deutsche Schauspielerin
- Walter, Carolin (* 1988), deutsche Leichtathletin
- Walter, Caroline, deutsche Fernsehjournalistin
- Walter, Caspar (1701–1769), Augsburger Brunnenmeister
- Walter, Caspar Johannes (* 1964), deutscher Komponist, Cellist und Verleger
- Walter, Chris (* 1959), kanadischer Schriftsteller und Gründer des Buchverlages „Gofuckyerself Press“
- Walter, Christian (* 1962), deutscher Fagottist, Blockflötist und Drehleierspieler
- Walter, Christian (* 1966), deutscher Jurist und Hochschullehrer
- Walter, Christoph (1943–1995), deutscher Fußballspieler
- Walter, Christoph (* 1967), Schweizer Militärmusiker, Komponist und DirigentChristoph Walter (* 1967)

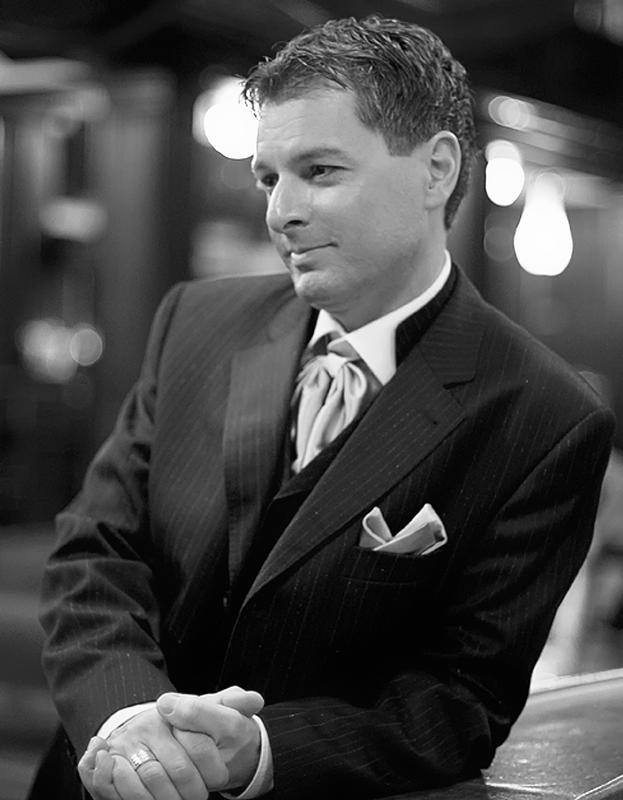
Christoph Walter (* 1967)

- Walter, Christoph (* 1983), deutscher Schauspieler, Kabarettist und DJ
- Walter, Christophe (* 1983), französischer Fußballspieler
- Walter, Clara, deutsche Bildhauerin und Innenarchitektin
- Walter, Curt (1877–1942), deutscher Verwaltungsbeamter
- Walter, Curt (* 1949), Schweizer Konzept- und Aktionskünstler
- Walter, Cy (1915–1968), US-amerikanischer Jazzmusiker

###### Walter, D
- Walter, Dagobert (* 1943), deutscher Schauspieler
- Walter, Daniel (* 1991), deutscher Politiker (SPD)
- Walter, David (* 1958), französischer Oboist, Dirigent und Professor
- Walter, Dierk (* 1970), deutscher Historiker
- Walter, Dieter (* 1937), deutscher Jazzmusiker und Unterhaltungsmusiker
- Walter, Dieter (1948–2022), deutscher Fußballspieler
- Walter, Dieter K. E. (* 1950), deutscher Schriftsteller
- Walter, Dominique (1942–2013), französischer Sänger

###### Walter, E
- Walter, Eduard Friedrich (1801–1868), deutscher Verwaltungsjurist
- Walter, Edward (1925–1984), deutscher Mathematiker, Hochschullehrer und Sachbuchautor
- Walter, Edward Lorraine (1845–1898), US-amerikanischer Romanist und Latinist.
- Walter, Ekkehard (* 1939), deutscher Gebrauchsgrafiker
- Walter, Elisabeth (1897–1956), deutsche Lehrerin und Schriftstellerin
- Walter, Elmar (* 1979), deutscher Musiker, Musikwissenschaftler und Komponist
- Walter, Emil (1868–1940), deutscher Fischereibiologe
- Walter, Emil (1872–1939), Schweizer Politiker (SP)
- Walter, Emil (1900–1952), deutscher FußballspielerEmil Walter (1900–1952)

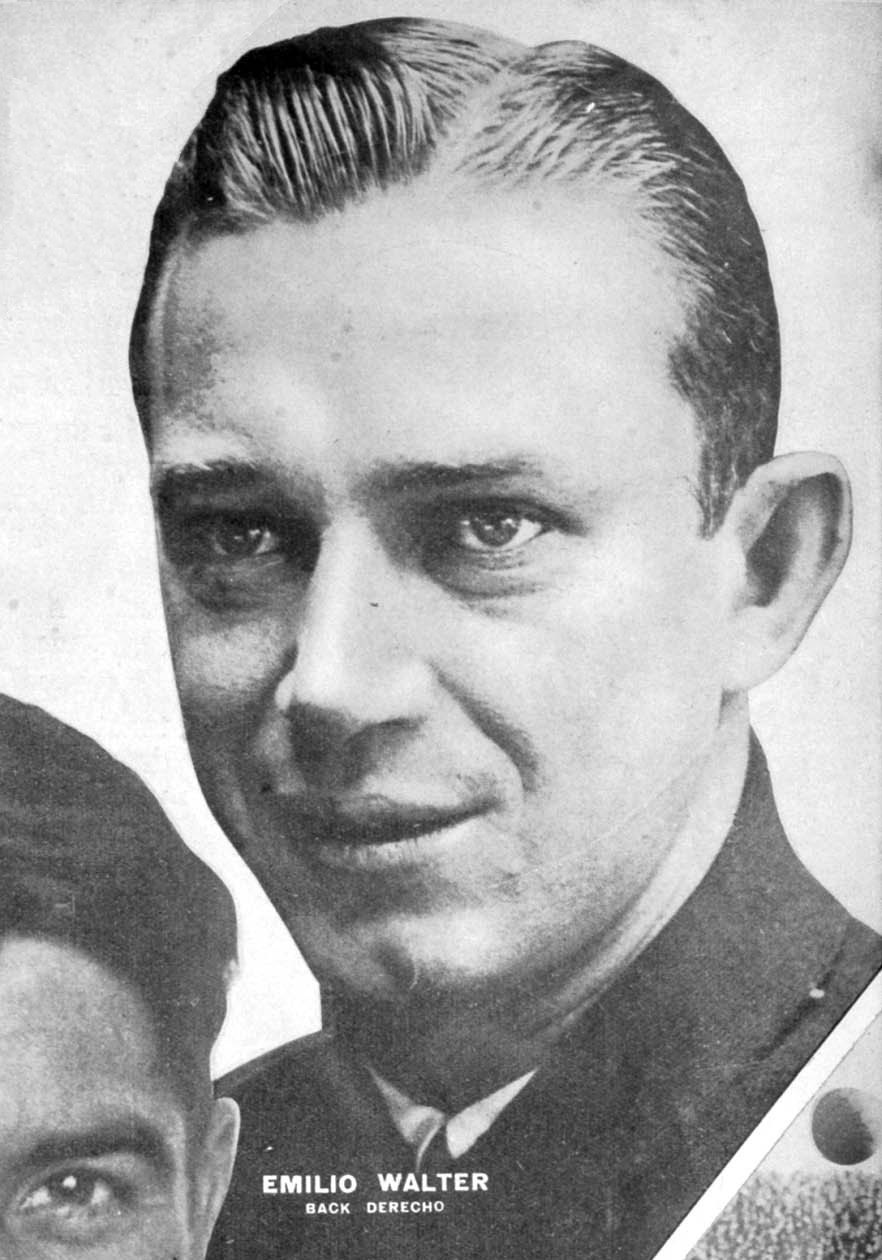
Emil Walter (1900–1952)

- Walter, Emil J. (1897–1984), Schweizer Wissenschaftssoziologe
- Walter, Enno (1930–2024), deutscher Brigadegeneral des Heeres der Bundeswehr
- Walter, Erich (1877–1957), deutscher Schauspieler bei Bühne und Film
- Walter, Erich (1906–1993), deutscher Politiker (SPD), MdA
- Walter, Erich (1927–1983), deutscher Tänzer, Choreograf und Ballettdirektor
- Walter, Erich (1933–2015), deutscher Boxer
- Walter, Erna (1893–1992), deutsche Botanikerin
- Walter, Ernest (1919–1999), britischer Filmeditor
- Walter, Ernst, Schweizer Fussballspieler
- Walter, Erwin (1912–1998), deutscher Politiker (CDU), MdA
- Walter, Eugen (1906–1999), deutscher römisch-katholischer Geistlicher und Theologe
- Walter, Ewald (1901–1997), deutscher katholischer Priester und Diözesanarchivar

###### Walter, F
- Walter, Felix (1890–1949), deutscher Jurist, Verwaltungsbeamter und Politiker (CDU), MdL, MdPR
- Walter, Ferdinand (1794–1879), deutscher Jurist
- Walter, Ferdinand (1801–1869), deutschbaltischer evangelisch-lutherischer Theologe
- Walter, Florian (* 1987), deutscher Jazz- und Improvisationsmusiker (Holzblasinstrumente, Elektronik, Komposition)
- Walter, Francis (1909–2002), britischer Skilangläufer
- Walter, Francis E. (1894–1963), US-amerikanischer Politiker
- Walter, François (* 1950), Schweizer Historiker
- Walter, Frank (1926–2009), antiguanischer Maler, Photograph, Bildhauer und Philosoph
- Walter, Franz (1870–1950), deutscher katholischer Theologe
- Walter, Franz (* 1956), deutscher Politikwissenschaftler
- Walter, Fried (1907–1996), deutscher Komponist
- Walter, Friedrich (1870–1956), deutscher Historiker
- Walter, Friedrich (1896–1968), österreichischer Historiker
- Walter, Friedrich (1902–1989), deutsch-britischer Journalist
- Walter, Friedrich (1924–1980), österreichischer Eishockeyspieler
- Walter, Friedrich (1924–1985), deutscher Politiker (SPD), MdL Bayern
- Walter, Friedrich August (1764–1826), deutscher Mediziner
- Walter, Friedrich Karl (1881–1935), deutscher Psychiater, Neurologe, Anatom und Hochschullehrer
- Walter, Fritz (1860–1912), deutscher Architekt
- Walter, Fritz (1896–1977), deutscher Politiker (FDP), MdL, MdB
- Walter, Fritz (1900–1981), deutscher Sportfunktionär
- Walter, Fritz (1916–2009), deutscher Ökonom und Forstwissenschaftler
- Walter, Fritz (1920–2002), deutscher FußballspielerFritz Walter (1920–2002)

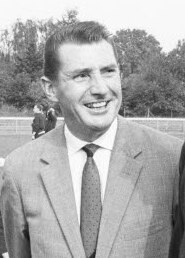
Fritz Walter (1920–2002)

- Walter, Fritz (* 1960), deutscher Fußballspieler

###### Walter, G
- Walter, Georg († 1475), deutscher Rechtswissenschaftler
- Walter, George (1928–2008), antiguanischer Politiker
- Walter, Gerd (* 1949), deutscher Politiker (SPD), MdEP
- Walter, Gerhard (* 1944), deutscher Aikido-Lehrer
- Walter, Gerhard (* 1949), deutscher Jurist, Hochschullehrer und Autor
- Walter, Gerhard (* 1972), österreichischer Kabarettist und Schauspieler
- Walter, Gerhard Franz (* 1948), österreichischer Neurowissenschaftler und Wissenschaftsmanager
- Walter, Grete (1913–1935), deutsche Widerstandskämpfer gegen den Nationalsozialismus
- Walter, Günther (* 1934), deutscher Mitgründer der Katholischen Pfadfinderschaft Europas in Deutschland und Österreich
- Walter, Gustav (1834–1910), österreichischer Opernsänger des Stimmfachs Lyrischer Tenor an der Wiener Staatsoper

###### Walter, H
- Walter, Hanna (* 1939), österreichische Eiskunstläuferin
- Walter, Hannes (* 1984), deutscher Politiker (SPD), MdB
- Walter, Hans († 1610), schweizerischer Tischler
- Walter, Hans (1852–1932), preußischer Generalleutnant der Eisenbahntruppen
- Walter, Hans (1889–1967), Schweizer Ruderer
- Walter, Hans (1912–1992), Schweizer Schriftsteller und Zeichner
- Walter, Hans (1920–2001), deutscher Klassischer Archäologe
- Walter, Hans Paul Heinrich (1882–1959), deutscher Botaniker
- Walter, Hans Peter (* 1944), Schweizer Rechtswissenschaftler
- Walter, Hans-Albert (1925–2005), deutscher Künstler
- Walter, Hans-Albert (1935–2016), deutscher Literaturwissenschaftler und Exilforscher
- Walter, Hans-Jürgen (* 1944), deutscher Gestalt-Psychotherapeut
- Walter, Hansjörg (* 1951), Schweizer Politiker (SVP)
- Walter, Harold (1920–1992), mauritischer Politiker
- Walter, Harriet (* 1950), britische SchauspielerinHarriet Walter (* 1950)

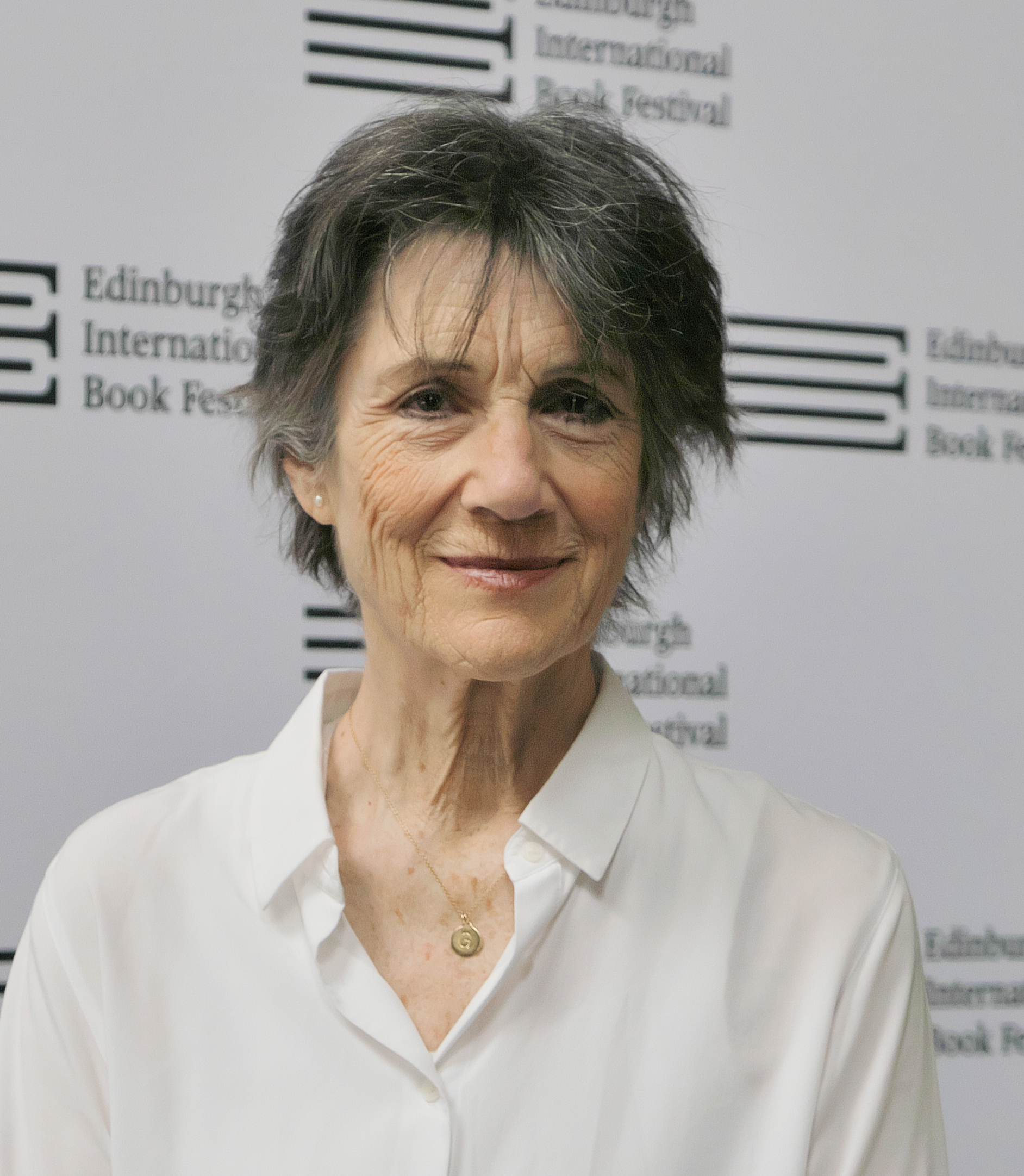
Harriet Walter (* 1950)

- Walter, Harry (1929–2013), deutscher Werbefachmann
- Walter, Harry (1953–2024), deutscher Künstler
- Walter, Heini (1927–2009), Schweizer Autorennfahrer
- Walter, Heinrich (1898–1989), deutscher Geobotaniker und Öko-Physiologe
- Walter, Heinrich (* 1954), deutscher römisch-katholischer Geistlicher und Schönstattpater
- Walter, Heinz (1921–1983), deutscher Pharmakologe
- Walter, Heinz (1928–2019), österreichischer Komponist und Klavierpädagoge
- Walter, Heinz (1931–2022), deutscher Fußballspieler
- Walter, Helga (* 1938), deutsche Archivarin und Museumsleiterin
- Walter, Hellmut (1908–1991), deutscher Politiker (NSDAP), MdR
- Walter, Hellmuth (1900–1980), deutscher Erfinder und U-Boot-Entwickler
- Walter, Helmut (1921–2005), deutscher Brigadegeneral, Unterabteilungsleiter im Bundesnachrichtendienst
- Walter, Henning (* 1950), deutscher Forstmann und Naturschützer
- Walter, Henriette (* 1929), französische Linguistin
- Walter, Henrik (* 1962), deutscher Psychiater, Hirnforscher und Philosoph
- Walter, Herbert (* 1953), deutscher Bankmanager
- Walter, Hermann (1838–1909), deutscher Berufsfotograf
- Walter, Hermann (* 1866), deutscher Politiker
- Walter, Hermann (* 1934), deutscher Altphilologe
- Walter, Hermann von (1864–1902), deutsch-baltischer Arzt und Polarforscher
- Walter, Herwig (1911–1986), deutscher Schauspieler
- Walter, Hilde (1895–1976), deutsche Journalistin
- Walter, Holger (* 1968), deutscher Bildhauer und Zeichner
- Walter, Horst (1936–2012), deutscher Künstler (Malerei, Objekt- und Projektkunst), Mauerspecht
- Walter, Horst (1939–2015), deutscher Fußballspieler in der DDR
- Walter, Hubert († 1205), Erzbischof von Canterbury
- Walter, Hubert (1930–2008), deutscher Anthropologe und Hochschullehrer

###### Walter, I
- Walter, Ignaz (1755–1822), deutscher Opernsänger (Tenor) und Komponist böhmischer Herkunft
- Walter, Ignaz (1936–2023), deutscher Unternehmer
- Walter, Ilsemarie (* 1932), österreichische Pflegewissenschaftlerin
- Walter, Ingeborg (* 1932), deutsch-italienische Kunsthistorikerin und Übersetzerin
- Walter, Isidor (1872–1943), deutscher Landesrabbiner

###### Walter, J
- Walter, J. D. (* 1967), US-amerikanischer Jazzsänger
- Walter, Jacob (1855–1922), deutscher Landwirt und Abgeordneter
- Walter, Jan (* 1984), deutscher Schauspieler
- Walter, Jaroslav (1939–2014), tschechoslowakischer Eishockeyspieler und -trainer
- Walter, Jess (* 1965), US-amerikanischer Journalist und Schriftsteller
- Walter, Jessica (1941–2021), US-amerikanische SchauspielerinJessica Walter (1941–2021)

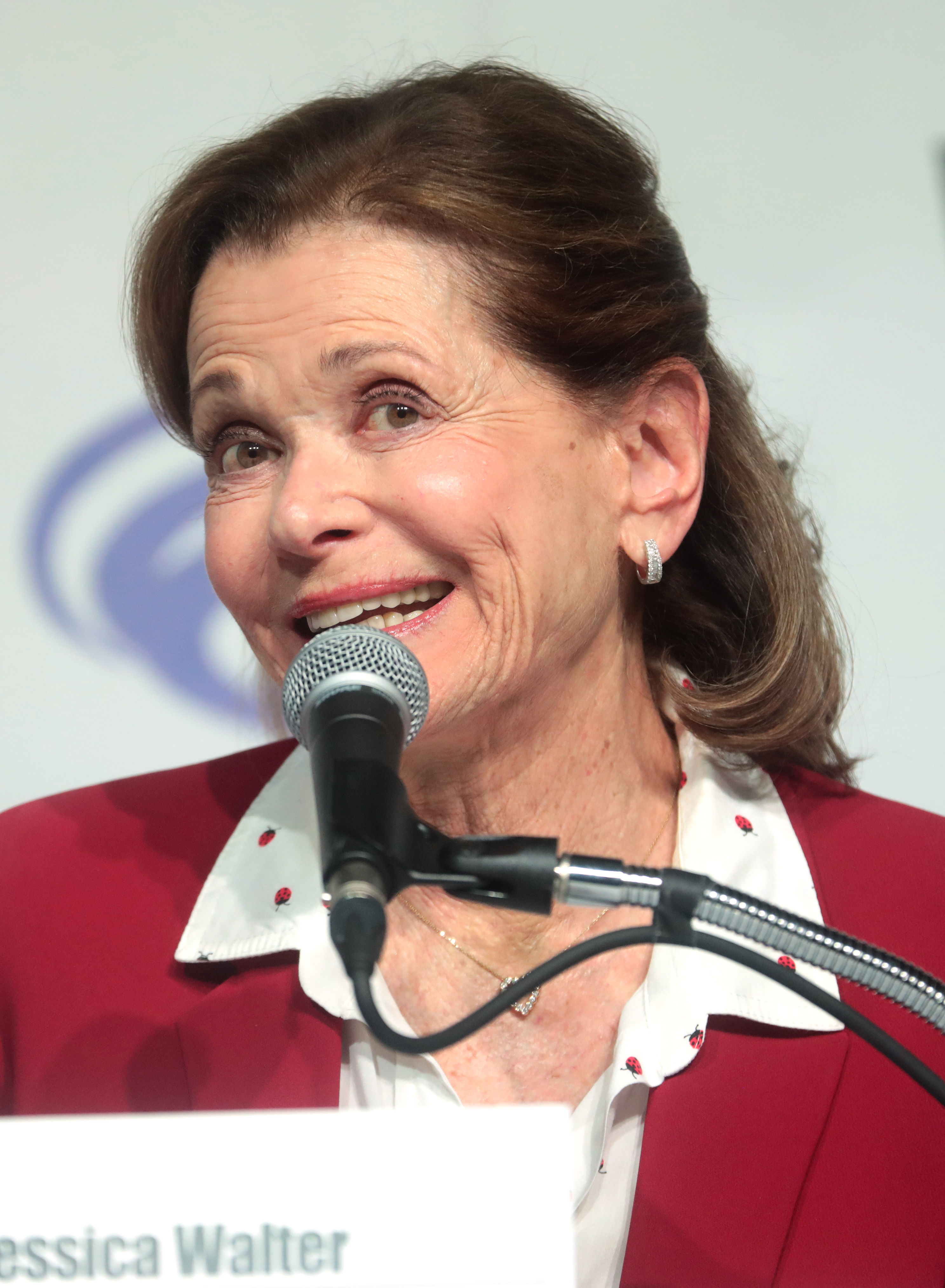
Jessica Walter (1941–2021)

- Walter, Jessica (* 1984), liechtensteinische Skirennläuferin
- Walter, Joachim (* 1909), nationalsozialistischer Jugendführer
- Walter, Joachim (1940–2021), deutscher Fußballspieler
- Walter, Joachim (* 1960), deutscher Politiker (CDU), Landrat des Landkreises Tübingen (seit 2003)
- Walter, Johann (1496–1570), deutscher Kantor und Kirchenliederkomponist
- Walter, Johann Baptist von (1831–1900), deutscher Politiker
- Walter, Johann Gottlieb (1734–1818), deutscher Anatom und Hochschullehrer
- Walter, Johannes (1839–1895), Holzstecher, Illustrator und Unternehmer
- Walter, Johannes von (1876–1940), lutherischer Theologe und Professor für Kirchengeschichte
- Walter, John († 1812), englischer Verleger und Gründer von The Times
- Walter, John (1776–1847), britischer Verleger und Politiker
- Walter, John H. (1927–2021), US-amerikanischer Mathematiker
- Walter, John III (1818–1894), britischer Verleger, Inhaber der The Times
- Walter, Jonas (* 1984), deutscher Fotograf und Filmregisseur
- Walter, Jonathan (* 1986), deutscher Musiker und Songwriter
- Walter, Jörn (* 1957), deutscher Stadtplaner
- Walter, Joschi (1925–1992), österreichischer Fußballspieler und -funktionär
- Walter, Josef (1842–1902), österreichischer Realitätenbesitzer und Politiker, Landtagsabgeordneter
- Walter, Josef (1893–1966), deutscher Politiker (GB/BHE, GDP), MdL
- Walter, Josef (1900–1974), deutscher Politiker (SPD), MdL
- Walter, Josef (1901–1973), Schweizer Turner
- Walter, Joseph, Augustinermönch und Barockbaumeister
- Walter, Josepha (* 1996), deutsche Schauspielerin und Synchronsprecherin
- Walter, Julia (* 1984), deutsche Regisseurin und Drehbuchautorin
- Walter, Julius (1794–1834), deutsch-baltischer Theologe und Hochschullehrer
- Walter, Julius (1841–1922), deutscher Philosoph
- Walter, Jürgen (* 1940), deutscher Radrennfahrer
- Walter, Jürgen (* 1943), deutscher Sänger und KomponistJürgen Walter (* 1943)

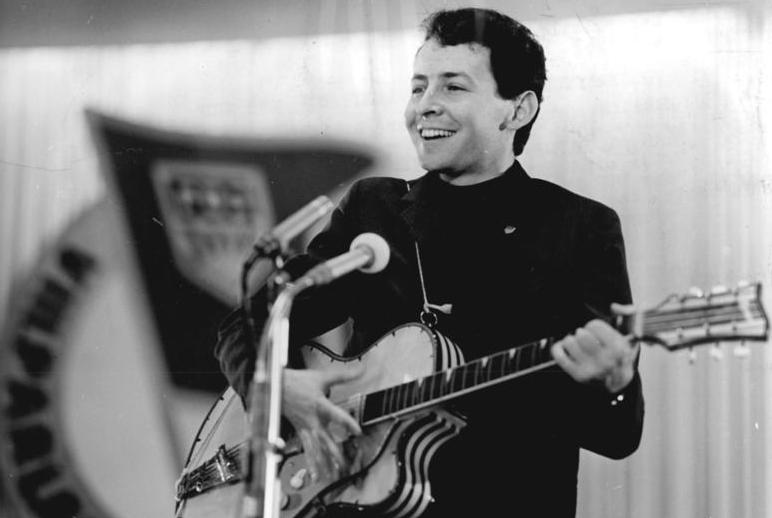
Jürgen Walter (* 1943)

- Walter, Jürgen (* 1957), deutscher Politiker (Bündnis 90/Die Grünen), MdL
- Walter, Jürgen (* 1968), deutscher Politiker (SPD), MdL

###### Walter, K
- Walter, Kai (* 1973), deutscher Kanute
- Walter, Karl (1858–1930), deutscher Jurist und Politiker (Zentrum)
- Walter, Karl (1862–1929), deutscher Lehrer, Organist, Orgel- und Glockenfachmann
- Walter, Karl (1880–1965), britischer Journalist
- Walter, Karl (1880–1948), österreichischer Politiker (CS), Abgeordneter zum Vorarlberger Landtag
- Walter, Karl (1899–1965), deutscher Richter
- Walter, Karl (1901–1957), deutscher Politiker (NSDAP), MdR und Metallurg
- Walter, Karl (* 1950), deutscher Fußballspieler
- Walter, Karl Hans (1911–1999), deutscher Grafiker, Zeichner und Schriftgestalter
- Walter, Karl Josef (1892–1983), deutscher Komponist, Domorganist und Hochschullehrer
- Walter, Karsten (* 1993), deutscher Schlagersänger & SchauspielerKarsten Walter (* 1993)

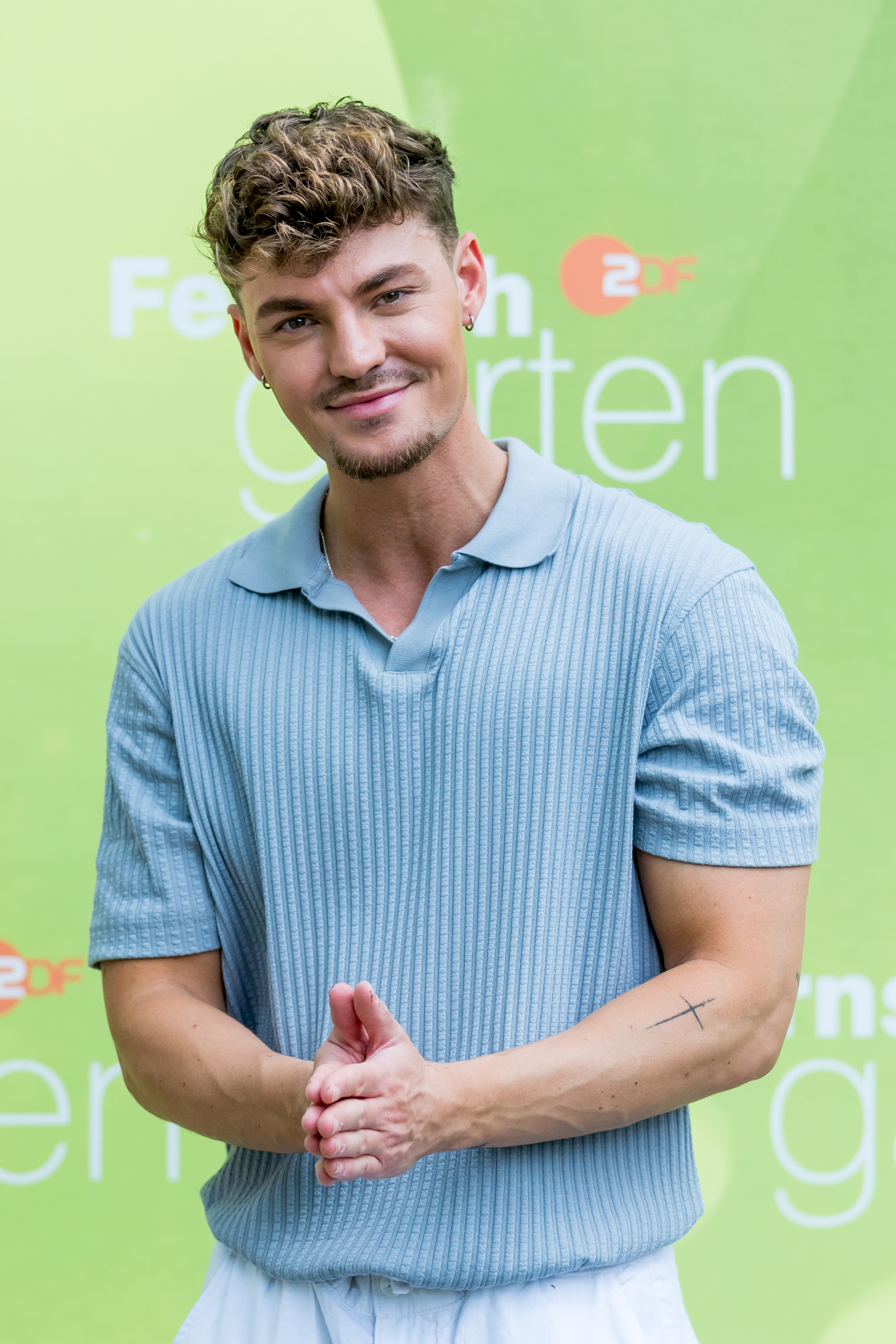
Karsten Walter (* 1993)

- Walter, Käte (1898–1974), deutsche Malerin und Grafikerin
- Walter, Kirsten (* 1996), deutsche Handballspielerin
- Walter, Klaus (* 1955), deutscher Radiomoderator, DJ, Journalist und Autor
- Walter, Klaus-Peter (* 1955), deutscher Schriftsteller, Publizist und Literaturkritiker
- Walter, Konrad (1923–2018), deutscher Ordensgeistlicher, römisch-katholischer Bischof von Jacarezinho
- Walter, Kristina (* 1945), österreichische Schauspielerin
- Walter, Kurt (1892–1963), deutscher evangelischer Pfarrer
- Walter, Kurt (1905–1992), deutscher Astronom und Astrophysiker
- Walter, Kurt E. (1908–1960), deutscher Drehbuchautor

###### Walter, L
- Walter, Lana (* 1948), US-amerikanische Musikpädagogin und Komponistin
- Walter, Laurens (* 1977), deutscher SchauspielerLaurens Walter (* 1977)

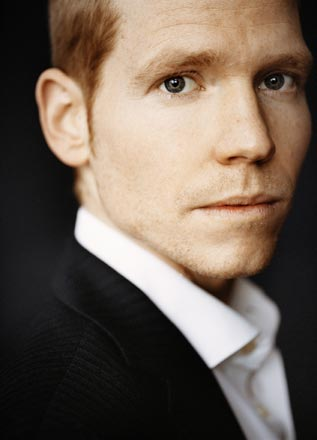
Laurens Walter (* 1977)

- Walter, Leonie (* 2004), deutsche Biathletin und Skilangläuferin

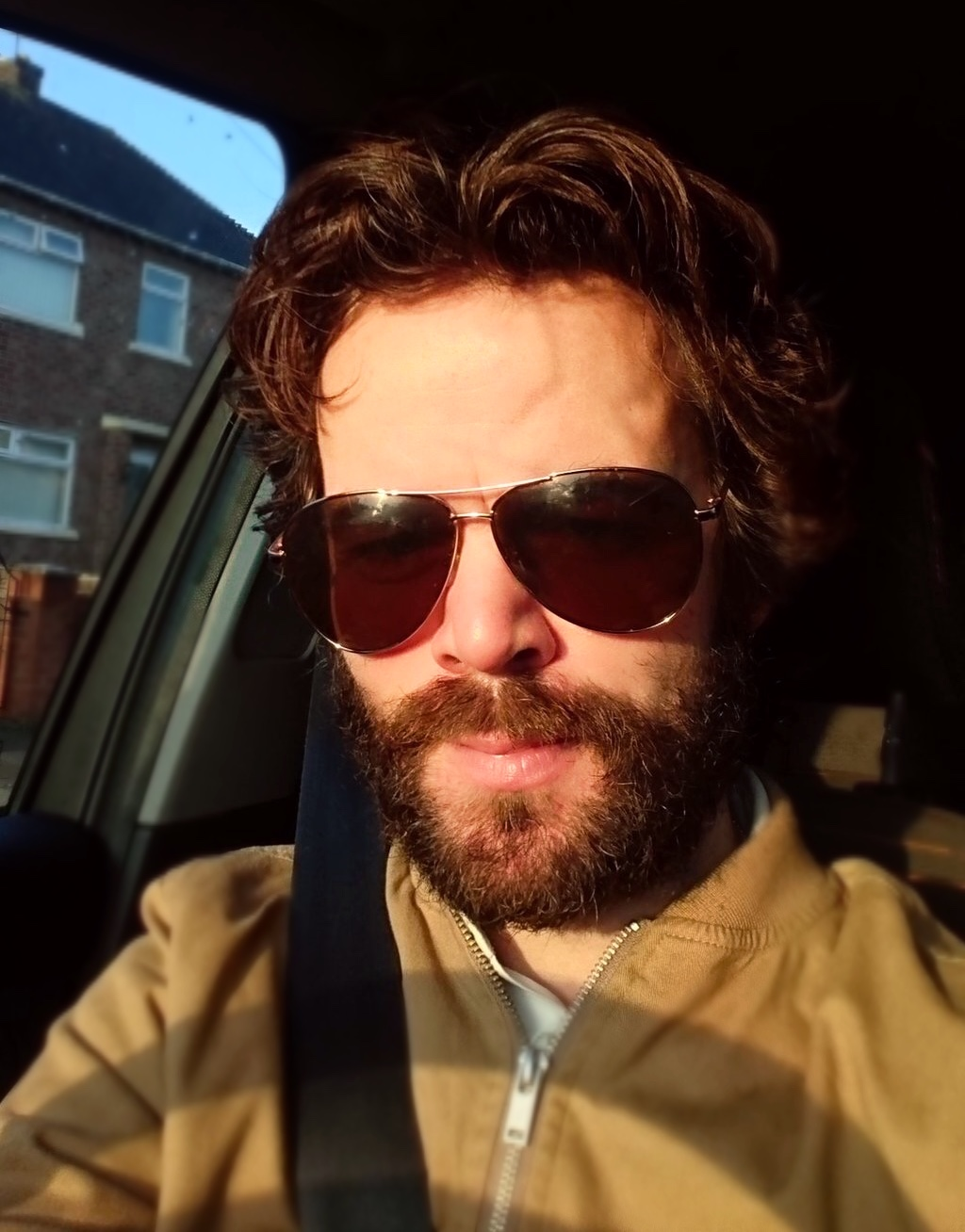
Stephen Walters (* 1975)

- Walter, Lisa Ann (* 1963), US-amerikanische Schauspielerin
- Walter, Lothar Franz († 1733), österreichischer Orgelbauer
- Walter, Louisa (* 1978), deutsche Hockey-Nationalspielerin
- Walter, Lucy (1630–1658), Mätresse des englischen Königs Karl II., Mutter von James Scott, 1. Duke of Monmouth
- Walter, Ludovic (* 1983), französischer Tennisspieler
- Walter, Ludwig (1922–1993), deutscher Fußballspieler
- Walter, Ludwig K. (* 1937), deutscher römisch-katholischer Theologe und Bibliothekar

###### Walter, M
- Walter, Manfred (* 1937), deutscher Fußballspieler
- Walter, Marc (* 1971), deutsch-schweizerischer Arzt für Psychiatrie, Psychosomatische Medizin und Psychotherapie
- Walter, Margot (1903–1994), deutsche Schauspielerin
- Walter, Maria (1895–1988), deutsche Politikerin
- Walter, Marie-Thérèse (1909–1977), französisches Modell und Mätresse von Pablo Picasso
- Walter, Marion (1928–2021), deutsch-US-amerikanische Mathematikerin und Mathematik-Didaktikerin
- Walter, Mariusz (1937–2022), polnischer Medienunternehmer
- Walter, Mark, US-amerikanischer Unternehmer
- Walter, Markus (* 1990), österreichischer Politiker (KPÖ), Landtagsabgeordneter
- Walter, Martha (1875–1976), US-amerikanische Malerin
- Walter, Martin (* 1983), tschechisch-deutscher Eishockeyspieler
- Walter, Martina (* 1972), deutsche Fußballspielerin
- Walter, Matthias (* 1975), deutscher Schauspieler
- Walter, Maurice (* 1998), deutscher Schauspieler
- Walter, Max (1899–1946), deutscher Kirchenmusiker und Komponist
- Walter, Max (1905–1987), deutscher Gewichtheber
- Walter, Max (1912–1975), deutscher Turner
- Walter, Melanie (* 1973), deutsche Politikerin (SPD)
- Walter, Michael (1944–2014), deutscher Jurist und Kriminologe
- Walter, Michael (* 1951), deutscher Übersetzer
- Walter, Michael (* 1958), deutscher Musikwissenschaftler
- Walter, Michael (1959–2016), deutscher Rennrodler

###### Walter, N
- Walter, Natasha (* 1967), britische Publizistin und Frauenrechtlerin
- Walter, Nikolaus (1932–2013), deutscher Theologe
- Walter, Nikolaus (* 1945), österreichischer Fotograf
- Walter, Norbert (1944–2012), deutscher Ökonom
- Walter, Norbert (* 1968), österreichischer Politiker (ÖVP), Landtagsabgeordneter
- Walter, Norbert (* 1979), deutscher Volleyball-Nationalspieler

###### Walter, O
- Walter, Ottmar (1924–2013), deutscher FußballspielerOttmar Walter (1924–2013)

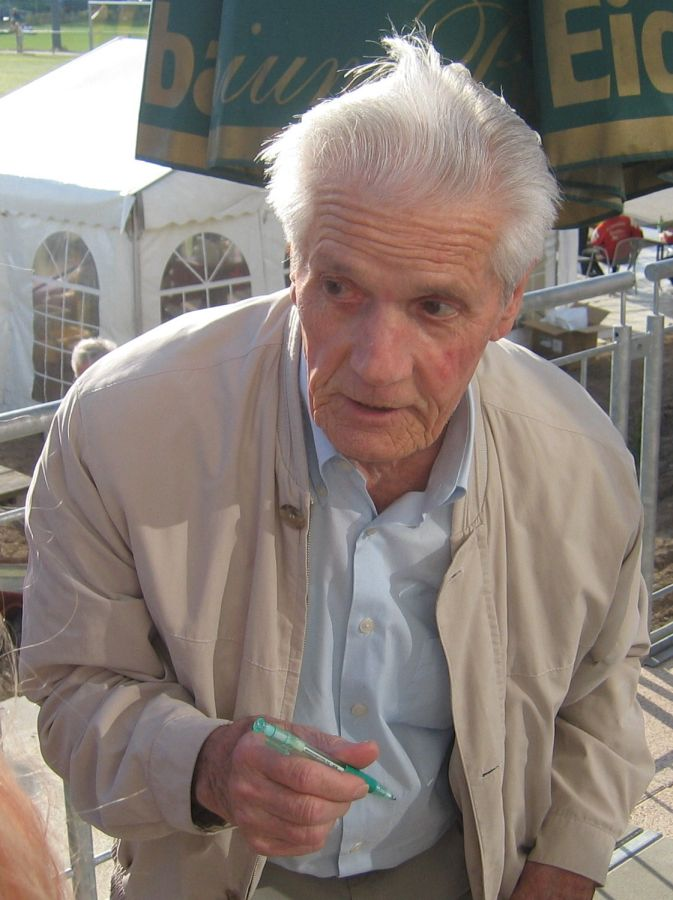
Ottmar Walter (1924–2013)

- Walter, Otto (1872–1925), deutscher Jurist und Schriftsteller
- Walter, Otto (1882–1965), österreichischer Klassischer Archäologe
- Walter, Otto (1889–1944), Schweizer Verleger, Redaktor, Schriftsteller und Politiker
- Walter, Otto (1902–1983), deutscher Politiker (KPD, SED), MdR, MdV
- Walter, Otto F. (1928–1994), Schweizer Schriftsteller und Verlagsleiter

###### Walter, P
- Walter, Paul (1859–1918), deutscher Schriftsteller
- Walter, Paul (* 1876), deutscher Lehrer und Politiker (DVP), MdL
- Walter, Paul (1891–1978), deutscher Politiker (KPD), MdR
- Walter, Paul J. (* 1935), deutscher Herzchirurg und Hochschullehrer
- Walter, Paulamaria (1917–1976), deutsche Keramikerin und Bildhauerin
- Walter, Peter (* 1891), deutscher Lehrer und Landrat
- Walter, Peter (1928–1982), deutscher Veterinärmediziner, Tieranatom und Hochschullehrer
- Walter, Peter (1950–2019), deutscher römisch-katholischer Priester, Theologe und Dogmatiker
- Walter, Peter (* 1952), deutscher Kommunalpolitiker
- Walter, Peter (* 1954), deutsch-amerikanischer Biochemiker und Molekularbiologe
- Walter, Pola, polnische Theaterschauspielerin des jiddischen Theaters

###### Walter, R
- Walter, Raimund-Ekkehard (* 1939), deutscher Jurist und Rechtsbibliothekar
- Walter, Rainer W. (1938–2024), Schweizer Lehrer, Politiker und Journalist
- Walter, Ralf (* 1958), deutscher Politiker (SPD), MdB und MdEP
- Walter, Raoul (1863–1917), österreichisch-deutscher Opernsänger des Stimmfachs Lyrischer Tenor
- Walter, Reinhard (* 1940), deutscher Tonmeister, Jazz-Pianist und Komponist
- Walter, Reinhold von (1882–1965), deutschbaltischer Schriftsteller und Übersetzer
- Walter, Reinhold Wilhelm von (1840–1909), deutschbaltischer Geistlicher und lutherischer Pastor
- Walter, René (1910–1960), französischer Politiker, Mitglied der Nationalversammlung
- Walter, Ricarda (* 1983), deutsche Rechtsextremistin und Politikerin (Die Heimat, NPD)Ricarda Walter (* 1983)

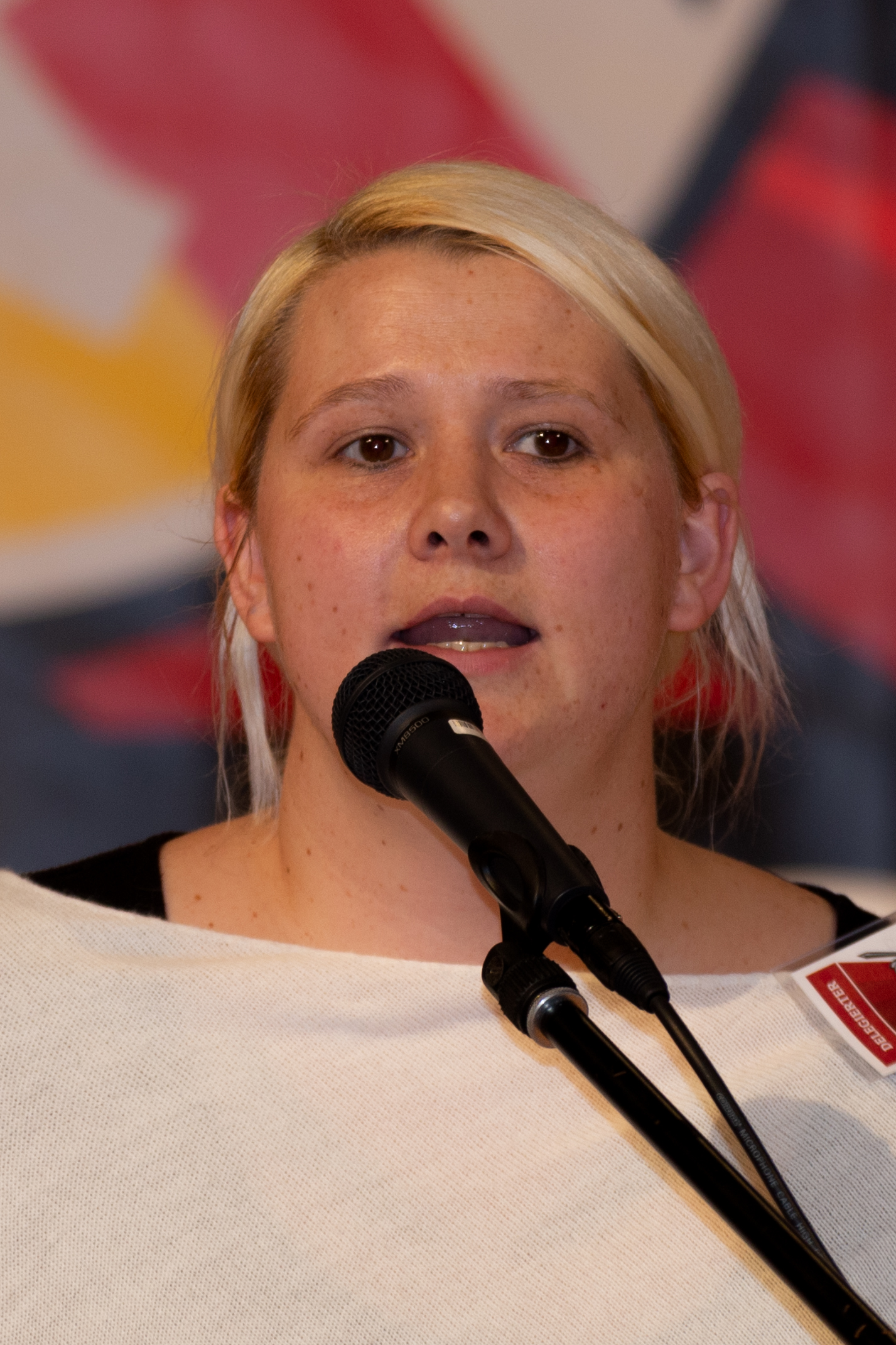
Ricarda Walter (* 1983)

- Walter, Richard (1717–1785), britischer Geistlicher und Autor
- Walter, Richard (1844–1909), deutscher Mühlenbesitzer und Politiker (NLP), MdR
- Walter, Robert (1804–1861), deutscher Jurist und Politiker
- Walter, Robert (1883–1967), deutscher Schriftsteller
- Walter, Robert (1928–2018), österreichischer Architekt
- Walter, Robert (1931–2010), österreichischer Jurist
- Walter, Robert (* 1948), britischer Politiker (Conservative Party)
- Walter, Robin (* 1994), deutscher Schauspieler
- Walter, Robin (* 1999), deutscher Sportschütze
- Walter, Roland (* 1934), deutscher Geologe und Rektor der RWTH Aachen (1997–1999)
- Walter, Rolf (1937–2022), deutscher Mathematiker
- Walter, Rolf (1941–1985), österreichischer Bergsteiger
- Walter, Rolf (* 1942), deutscher Gebrauchsgrafiker
- Walter, Rolf (* 1953), deutscher Wirtschafts- und Sozialhistoriker
- Walter, Rudolf, deutscher Landrat
- Walter, Rudolf (1864–1941), deutscher Architekt und kommunaler Baubeamter in Berlin
- Walter, Rudolf (1885–1950), österreichischer Schauspieler und Filmproduzent
- Walter, Rudolf (1918–2009), deutscher Komponist, Kirchenmusiker und Hochschullehrer
- Walter, Ruedi (1916–1990), Schweizer Volksschauspieler, Hörspielsprecher und KabarettistRuedi Walter (1916–1990)

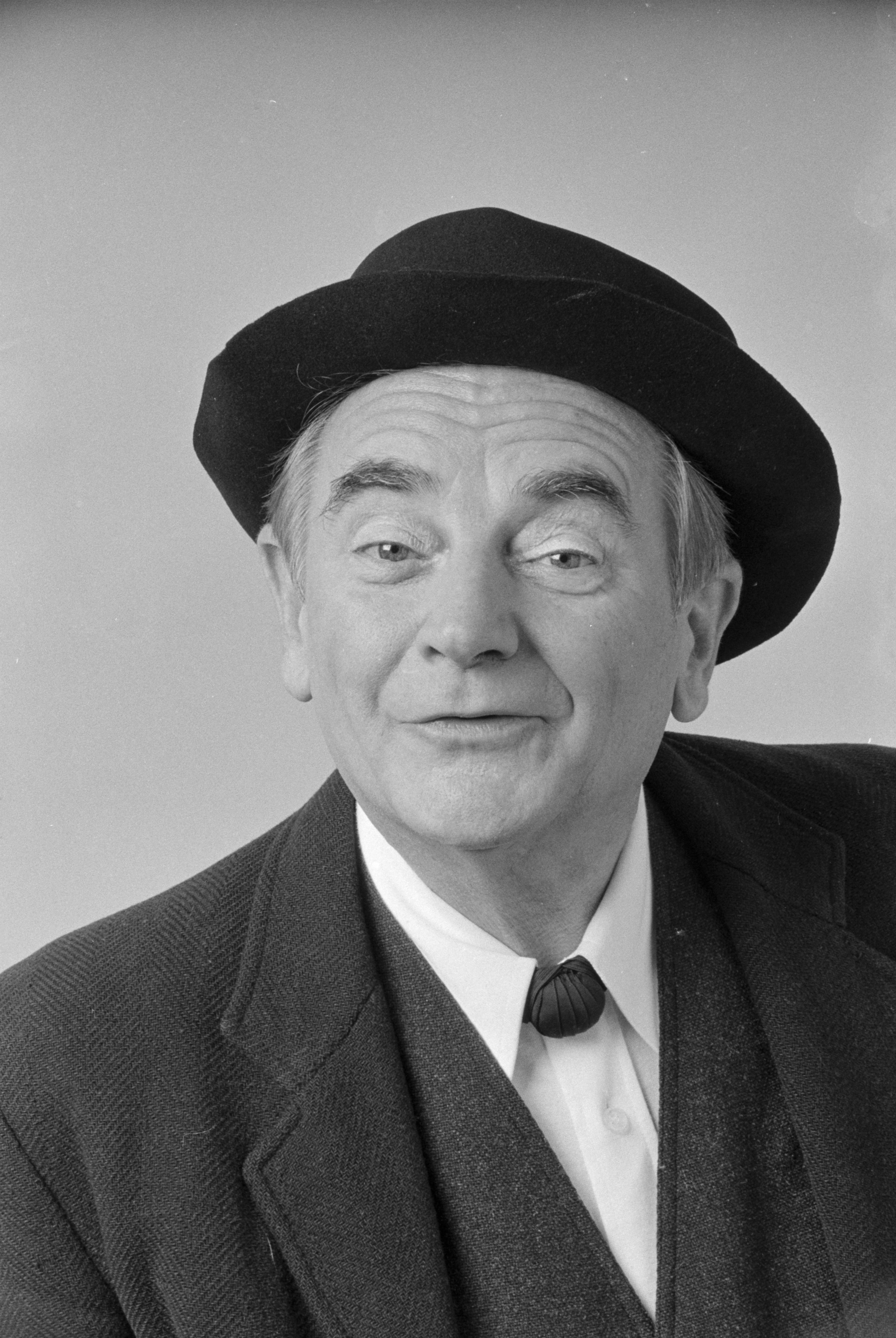
Ruedi Walter (1916–1990)

- Walter, Ryan (* 1958), kanadischer Eishockeyspieler, -trainer und -funktionär sowie Autor

###### Walter, S
- Walter, Sebastian (* 1979), deutscher Politiker (Bündnis 90/Die Grünen), MdA
- Walter, Sebastian (* 1990), deutscher Politiker (Die Linke), MdL
- Walter, Serhij (1958–2015), ukrainischer Politiker
- Walter, Silja (1919–2011), Schweizer Benediktinerin und Schriftstellerin
- Walter, Simon (* 1985), Schweizer Leichtathlet
- Walter, Skadi (1964–2023), deutsche Eisschnellläuferin
- Walter, Sonja (* 1932), deutsche Ratgeberautorin (DDR)
- Walter, Sophie (* 2000), deutsche Fußballspielerin
- Walter, Stefan (* 1965), deutscher Finanzmarktexperte
- Walter, Stefanie (* 1977), deutsche Politologin
- Walter, Steffi (1962–2017), deutsche Rodlerin
- Walter, Stephan (1871–1937), deutscher Bildhauer
- Walter, Susa (1874–1945), deutsch-baltische Malerin des Impressionismus
- Walter, Sven (* 1974), deutscher Philosoph

###### Walter, T
- Walter, Tanja (* 1995), Schweizer Unihockeyspielerin
- Walter, Theodor (1869–1933), Lehrer und Abgeordneter
- Walter, Thomas (1740–1789), US-amerikanischer Botaniker
- Walter, Thomas (* 1966), deutscher Informatiker
- Walter, Thomas (* 1967), deutscher Fußballtorhüter
- Walter, Thomas Robert (* 1962), deutscher Linksradikaler
- Walter, Thomas Ustick (1804–1887), US-amerikanischer Architekt
- Walter, Tim (* 1975), deutscher FußballtrainerTim Walter (* 1975)

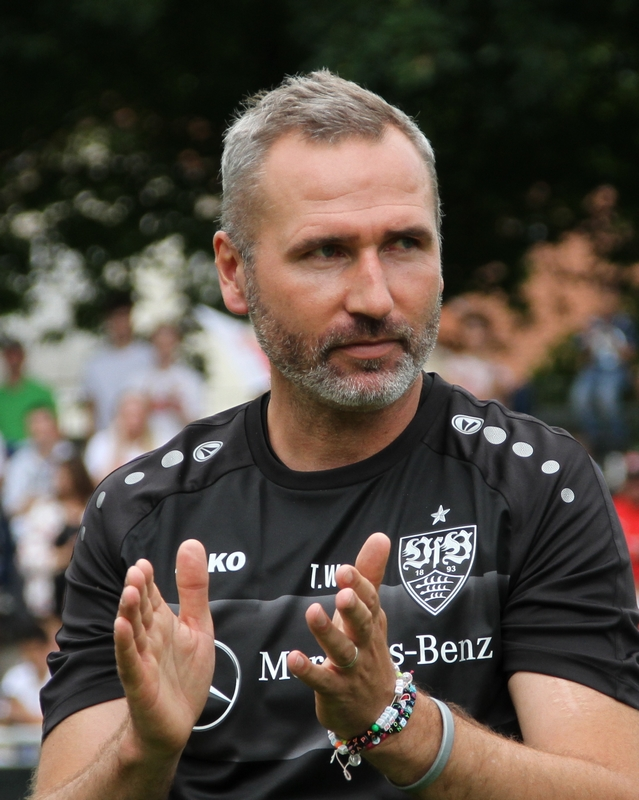
Tim Walter (* 1975)

- Walter, Tim Hendrik (* 1984), deutscher Jurist, Webvideoproduzent und Influencer
- Walter, Tina (* 1968), deutsche Triathletin
- Walter, Tobias M. (* 1984), deutscher Schauspieler und Rezitator
- Walter, Tom (1907–1953), schwedischer Schauspieler
- Walter, Tonio (* 1971), deutscher Rechtswissenschaftler und Hochschullehrer
- Walter, Tracey (* 1947), US-amerikanischer Schauspieler

###### Walter, U
- Walter, Ufo (* 1961), deutscher Bassist, Arrangeur und Sound-Designer
- Walter, Ulla (* 1955), deutsche Malerin, Bildhauerin und Grafikerin
- Walter, Ulrich (* 1954), deutscher Physiker und AstronautUlrich Walter (* 1954)

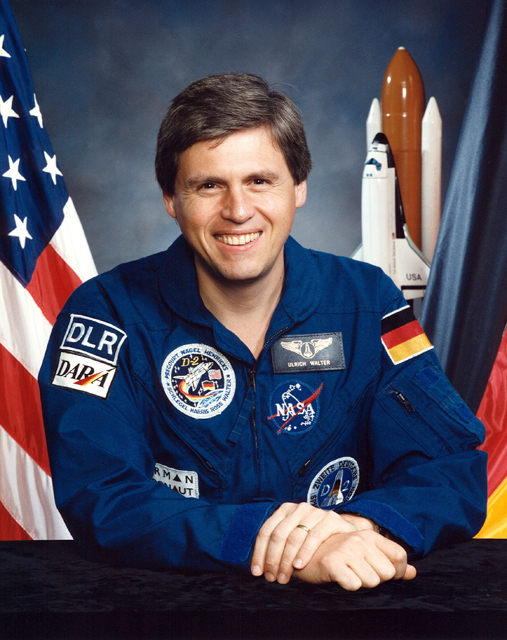
Ulrich Walter (* 1954)

- Walter, Uwe (* 1953), deutscher Musiker und Schauspieler
- Walter, Uwe (* 1962), deutscher Althistoriker und Hochschullehrer

###### Walter, V
- Walter, Vally (1877–1962), deutsche Malerin und Lehrerin
- Walter, Verena (* 1981), deutsche Triathletin

###### Walter, W
- Walter, Weasel (* 1972), US-amerikanischer Fusion- und Jazz-Musiker, Komponist und Bandleader
- Walter, Werner (1910–1938), Schweizer Bahnradsportler
- Walter, Werner (1939–2000), deutscher Fußballspieler
- Walter, Werner (1957–2016), deutscher UFO-Forscher
- Walter, Wilhelm (1850–1914), deutscher Architekt und Baubeamter
- Walter, Willi († 1969), deutscher Jurist und Kommunalpolitiker
- Walter, William Grey (1910–1977), britischer Neurophysiologe und Roboterforscher
- Walter, Wolfgang (1919–2005), deutscher Chemiker
- Walter, Wolfgang (1927–2010), deutscher Mathematiker

##### Walter-

###### Walter-B
- Walter-Borjans, Norbert (* 1952), deutscher Politiker (SPD)Norbert Walter-Borjans (* 1952)

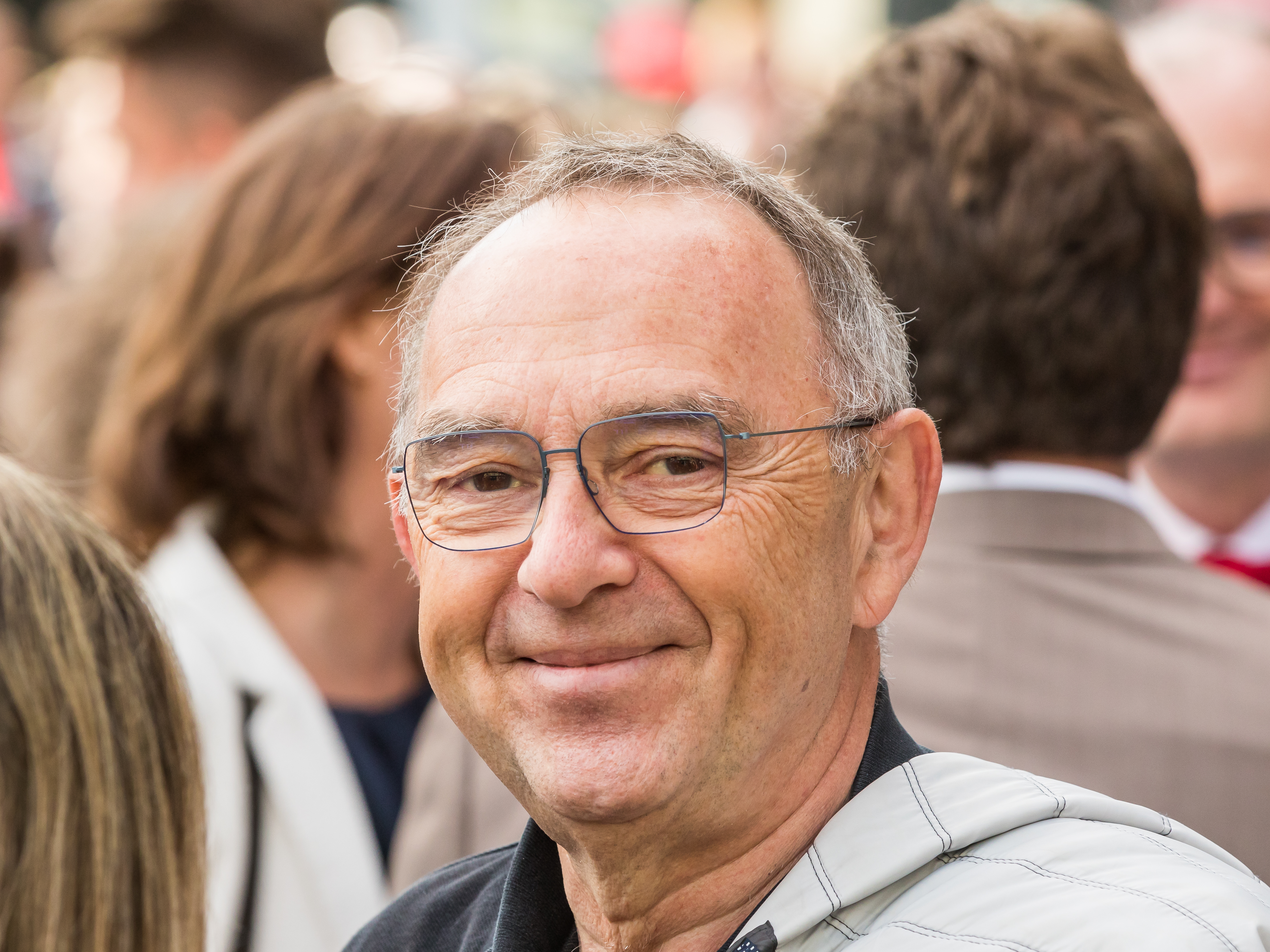
Norbert Walter-Borjans (* 1952)

- Walter-Busch, Emil (* 1942), schweizerischer Soziologe

###### Walter-H
- Walter-Hüni, Marie (1872–1949), Schweizer Gewerkschafterin und Frauenrechtlerin

###### Walter-K
- Walter-Karydi, Elena (* 1936), griechisch-deutsche Klassische Archäologin
- Walter-Klingenstein, Grete (* 1939), österreichische Historikerin
- Walter-Klose, Christian (* 1972), deutscher Psychologe und Hochschullehrer
- Walter-Kurau, Johann (1869–1932), lettisch-deutscher Maler

###### Walter-L
- Walter-Laager, Catherine (* 1969), Schweizer Pädagogin und Hochschullehrerin
- Walter-Lingen, Nicole († 2022), deutsche Buchautorin und Drehbuchautorin

###### Walter-M
- Walter-Mundt, Nicole (* 1977), deutsche Politikerin (CDU), MdL

###### Walter-R
- Walter-Rosenheimer, Beate (* 1964), deutsche Politikerin (Bündnis 90/Die Grünen)

##### Walterb
- Walterbach, Carl (1870–1952), deutscher katholischer Theologe, Priester und Funktionär der Katholischen Arbeitervereine Süddeutschlands
- Walterbach, Karl-Ulrich (* 1953), deutscher Musikproduzent, Unternehmer und Labelgründer
- Walterbos, René (* 1957), niederländischer Astronom

##### Waltere
- Waltereit, Anja (* 1972), Redakteurin, Reporterin, Moderatorin und Autorin

##### Walterf
- Walterfang, Veronika (* 1955), deutsche Ruderin

##### Walteri
- Walterich, Gründer und erster Abt des Benediktinerklosters Murrhardt

##### Walterl
- Wälterlin, Oskar (1895–1961), Schweizer Schauspieler, Theaterregisseur und Theaterleiter

##### Walterm
- Wältermann, Jürgen (* 1961), deutscher Fußballspieler
- Waltermann, Raimund (* 1956), deutscher Jurist und Professor an der Universität Bonn

##### Waltero
- Walterová, Ivana (* 1977), slowakische Schwimmerin

##### Walters
- Walters, Albert Edward (1870–1956), britischer Radrennfahrer
- Walters, Anderson Howell (1862–1927), US-amerikanischer Politiker
- Walters, Ashley (* 1982), britischer Rapper und SchauspielerAshley Walters (* 1982)

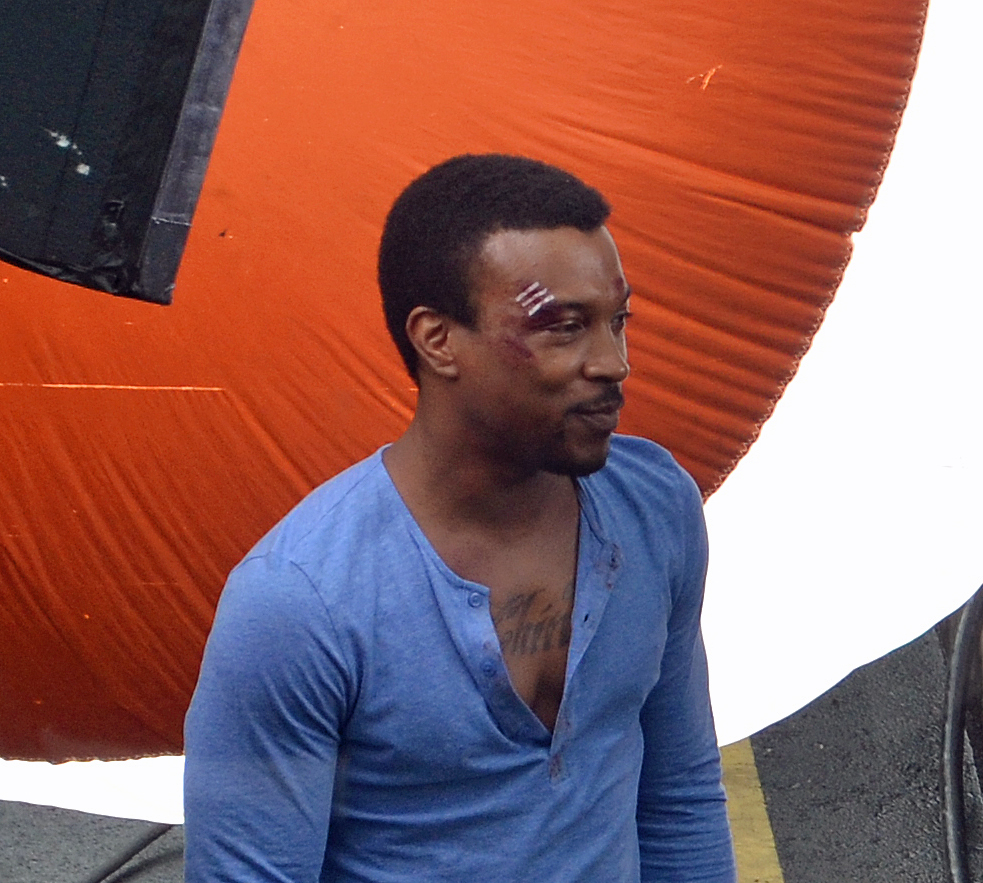
Ashley Walters (* 1982)

- Walters, Barbara (1929–2022), US-amerikanische Journalistin und Fernsehmoderatorin
- Walters, Brandon (* 1996), australischer Schauspieler
- Walters, Catherine (1839–1920), britische Mode-Trendsetterin und die letzte große Kurtisane im Victorianischen Zeitalter
- Walters, Charles (1911–1982), US-amerikanischer Filmregisseur und Choreograf
- Walters, Curran (* 1998), US-amerikanischer Schauspieler
- Walters, Dale (* 1963), kanadischer Boxer und Schauspieler
- Walters, Damien (* 1982), britischer Kunstturner, Stuntman und Freerunner
- Walters, Dan (1966–2020), US-amerikanischer Baseballspieler
- Walters, David (* 1951), US-amerikanischer Politiker
- Walters, David (* 1987), US-amerikanischer Schwimmer
- Walters, Eddie, US-amerikanischer Musiker
- Walters, Eric (* 1957), kanadischer Kinder- und Jugendbuchautor
- Walters, Errol (* 1956), jamaikanischer Radrennfahrer
- Walters, Franz (1939–2021), österreichischer Puppenspieler, Kabarettist und Schauspieler
- Walters, Glenn M., US-amerikanischer General (United States Marine Corps); Assistant Commandant of the Marine Corps
- Walters, Greg (* 1980), deutscher Autor und SchriftstellerGreg Walters (* 1980)

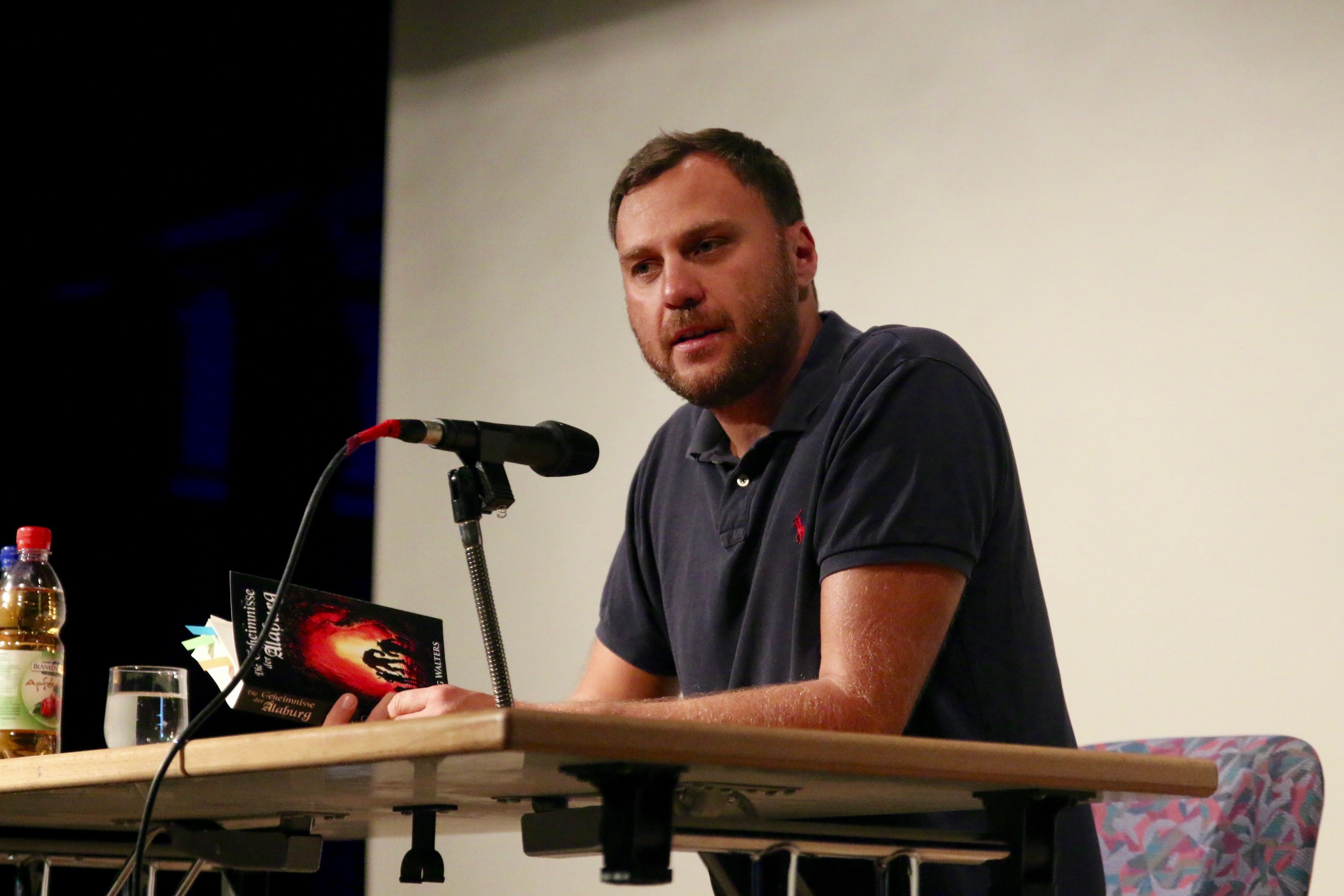
Greg Walters (* 1980)

- Walters, Harold L. (1918–1984), US-amerikanischer Komponist
- Walters, Hellmut (1930–1985), tschechisch-deutscher Schriftsteller
- Walters, Henry (1848–1931), US-amerikanischer Industrieller und Museumsgründer
- Walters, Henry Beauchamp (1867–1944), britischer Klassischer Archäologe
- Walters, Herbert Sanford (1881–1973), US-amerikanischer Politiker der Demokratischen Partei
- Walters, James (* 1969), US-amerikanischer Schauspieler und Musiker
- Walters, John (* 1939), britischer Kugelstoßer und Diskuswerfer
- Walters, John (* 1953), britischer Jazz-Komponist, Produzent und Musikkritiker
- Walters, John (* 1956), namibischer Jurist
- Walters, John P. (* 1952), US-amerikanischer Politikwissenschaftler, Hochschullehrer und Regierungsbeamter
- Walters, John Tudor (1866–1933), britischer Politiker (Liberal Party), Mitglied des House of Commons
- Walters, Jonathan (* 1983), englisch-irischer Fußballspieler
- Walters, Julie (* 1950), britische SchauspielerinJulie Walters (* 1950)

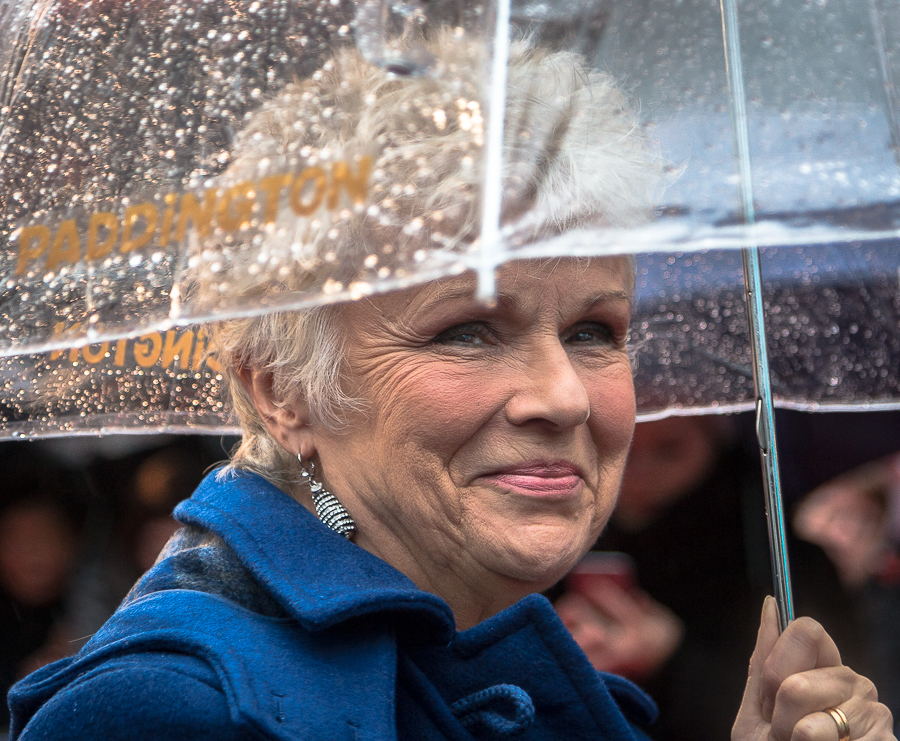
Julie Walters (* 1950)

- Walters, Larry (1949–1993), US-amerikanischer Ballonfahrer
- Walters, Len (* 1947), britischer Sprinter
- Walters, Lewis (* 1988), englisch-jamaikanischer Squashspieler
- Walters, Luana (1912–1963), US-amerikanische Schauspielerin
- Walters, Mark (* 1964), englischer Fußballspieler
- Walters, Mark (* 1976), kanadischer Radrennfahrer
- Walters, Melanie (* 1963), walisische Schauspielerin
- Walters, Melora (* 1968), US-amerikanische Schauspielerin
- Walters, Michael P. (1942–2017), nordirischer Ornithologe und Kryptozoologe
- Walters, Mimi (1926–2014), US-amerikanische Schauspielerin und Tänzerin
- Walters, Mimi (* 1962), US-amerikanische Politikerin
- Walters, Minette (* 1949), britische SchriftstellerinMinette Walters (* 1949)

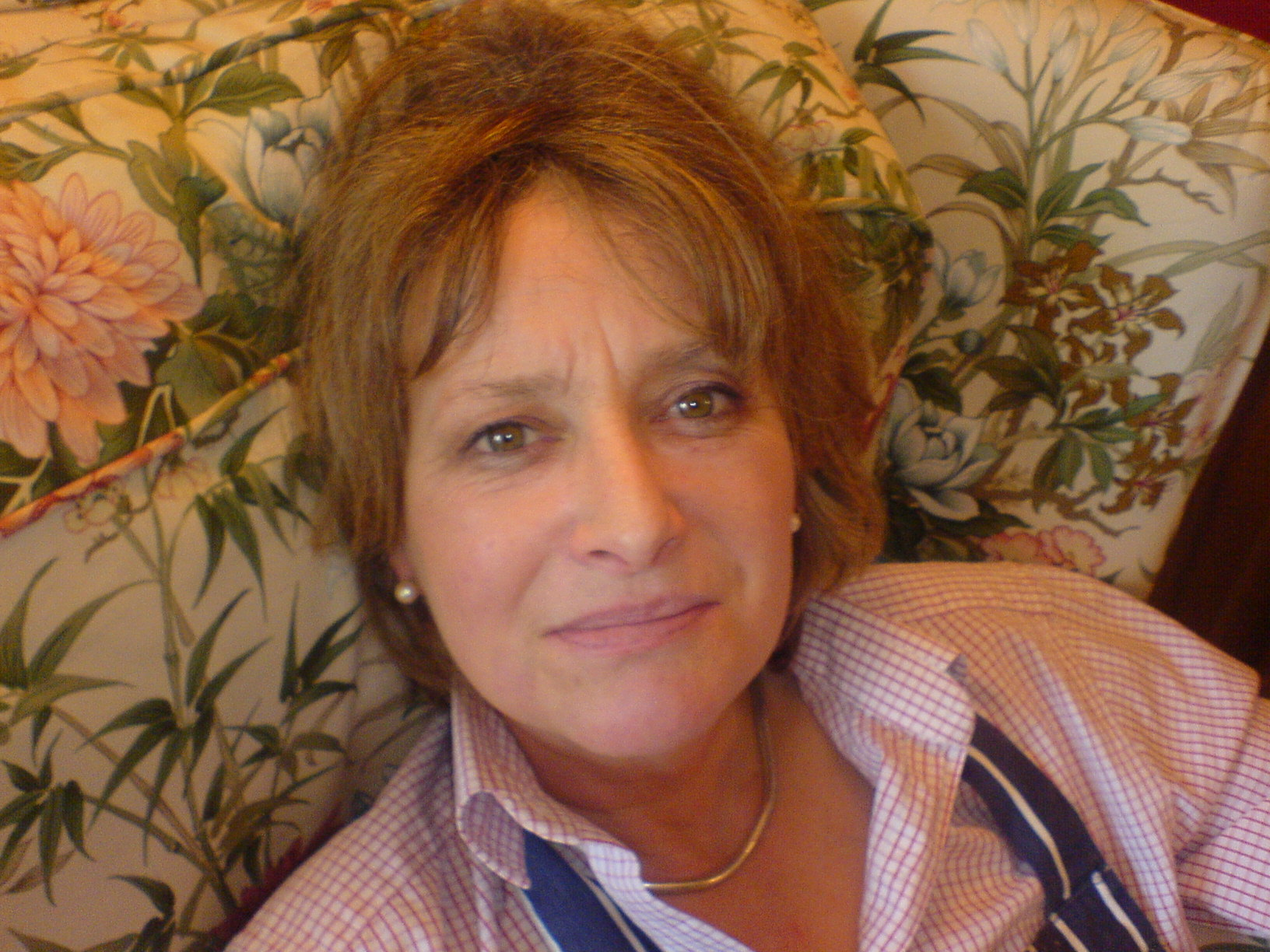
Minette Walters (* 1949)

- Walters, Nicholas (* 1986), jamaikanischer Boxer
- Walters, Nick, britischer Jazzmusiker (Trompete)
- Walters, Nick (* 1994), deutsch-kanadischer Eishockeyspieler
- Walters, Patty (* 1991), US-amerikanischer Rockmusiker und Webvideoproduzent
- Walters, Phil (1916–2000), US-amerikanischer Automobilrennfahrer
- Walters, Samuel (1811–1882), britischer Marinemaler
- Walters, Shu-Aib (* 1981), südafrikanischer Fußballtorhüter
- Walters, Sonny (1924–1970), englischer Fußballspieler
- Walters, Stephen (* 1975), britischer SchauspielerStephen Walters (* 1975)
- Walters, Susan (* 1963), US-amerikanische Schauspielerin und ehemaliges Model
- Walters, Teddy, US-amerikanischer Jazzmusiker
- Walters, Thorley (1913–1991), britischer Schauspieler
- Walters, Toddy (* 1969), US-amerikanische Schauspielerin, Sängerin und Songwriterin
- Walters, Vernon A. (1917–2002), US-amerikanischer Militär, Geheimdienstler und Diplomat
- Walters, Vladimir (1927–1987), US-amerikanischer Ichthyologe
- Walters, William (1907–1994), südafrikanischer Sprinter
- Walterscheid, Johannes (1881–1975), deutscher Geistlicher
- Walterscheid, Klaus (* 1946), deutscher Politiker (SPD), Bürgermeister von Sprockhövel
- Walterscheid-Müller, Robert (* 1962), deutscher Automobilrennfahrer
- Waltersdorfer, Hans (* 1962), österreichischer Komponist Neuer Geistlicher Lieder
- Waltershausen, August Sartorius von (1852–1938), deutscher Nationalökonom
- Waltershausen, Hermann Wolfgang von (1882–1954), deutscher Komponist, Dirigent, Musikpädagoge und Musikschriftsteller
- Waltershausen, Wolfgang von (1900–1973), deutscher Schauspieler
- Waltersheid, William John (* 1956), US-amerikanischer römisch-katholischer Geistlicher, Weihbischof in Pittsburgh
- Walterskirchen, Ernst von (1829–1891), österreichischer Gutsbesitzer und Politiker
- Walterskirchen, Ewald (* 1945), österreichischer Ökonom
- Walterskirchen, Gerhard (* 1939), österreichischer Musikwissenschaftler
- Walterskirchen, Gudula (* 1967), österreichische Historikerin und AutorinGudula Walterskirchen (* 1967)

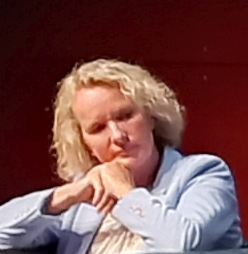
Gudula Walterskirchen (* 1967)

- Walterskirchen, Helene (1950–2022), deutsche Schriftstellerin, Publizistin und Kultur-Mentorin
- Walterskirchen, Robert (1839–1920), österreichischer Politiker
- Walterspiel, Alfred (1881–1960), deutscher Koch, Gastronom, Hotelier
- Waltersson Grönvall, Camilla (* 1969), schwedische Politikerin (Moderata samlingspartiet), Reichstagsmitglied, Ministerin für Sozialdienste

##### Waltert
- Waltert, Bruno (1937–2017), deutscher Jurist und Zeitungsjournalist
- Waltert, Rainer (* 1940), deutscher Fußballschiedsrichter
- Waltert, Simona (* 2000), Schweizer Tennisspielerin

### Waltg
- Waltger († 825), deutscher Geistlicher und Klostergründer

### Walth
- Walth, Borwin (1882–1960), deutscher Schauspieler
- Walth, Edgar (* 1991), deutscher Amateurboxer im Bantamgewicht
- Walthall, Edward C. (1831–1898), US-amerikanischer Politiker
- Walthall, Henry B. (1878–1936), US-amerikanischer Filmschauspieler
- Walthard, Beat Ludwig (1743–1802), Schweizer Verleger
- Walthard, Bernhard (1897–1992), Schweizer Pathologe
- Walthard, Friedrich (1818–1870), Schweizer Maler
- Walthard, Karl Max (1895–1971), Schweizer Neurologe und Hochschullehrer
- Walthard, Max (1867–1933), Schweizer Gynäkologe
- Walthari († 546), Herrscher der Langobarden
- Walthausen, Georg von (1895–1978), deutscher Politiker (NSDAP), MdR
- Walthausen, Jobst von (1508–1592), deutscher Jurist, Stadtsyndikus, Geheimer Rat, Calenberger Kanzler und Reformator
- Waltheim, Hans von (1422–1479), deutscher Patrizier, Reisender und Pilger
- Waltheof II., Earl of Northumbria (1050–1076), Earl of Northumbria
- Waltheof von Bamburgh, Ealfdorman von Bamburgh
- Waltheof von Melrose († 1159), englischer Abt und Heiliger
- Walther († 1021), Fürstbischof von Eichstätt
- Walther, deutscher Adliger
- Walther I. († 1026), Benediktinerabt
- Walther II. († 1354), deutscher Benediktinerabt
- Walther III. († 1374), deutscher Benediktinerabt
- Walther III. von Arnstein, Herr von Arnstein und Vogt von Barby
- Walther und Croneck, Hermann von (1801–1893), preußischer Generalleutnant
- Walther und Cronegk, Balthasar Wilhelm von (1721–1796), preußischer Major und Ritter des Orden Pour le Mérite
- Walther und Cronegk, Wilhelm von (1739–1808), preußischer Generalmajor
- Walther von Breisach, Minnesänger
- Walther von der Vogelweide, Spruchdichter und Minnesänger des MittelaltersWalther von der Vogelweide

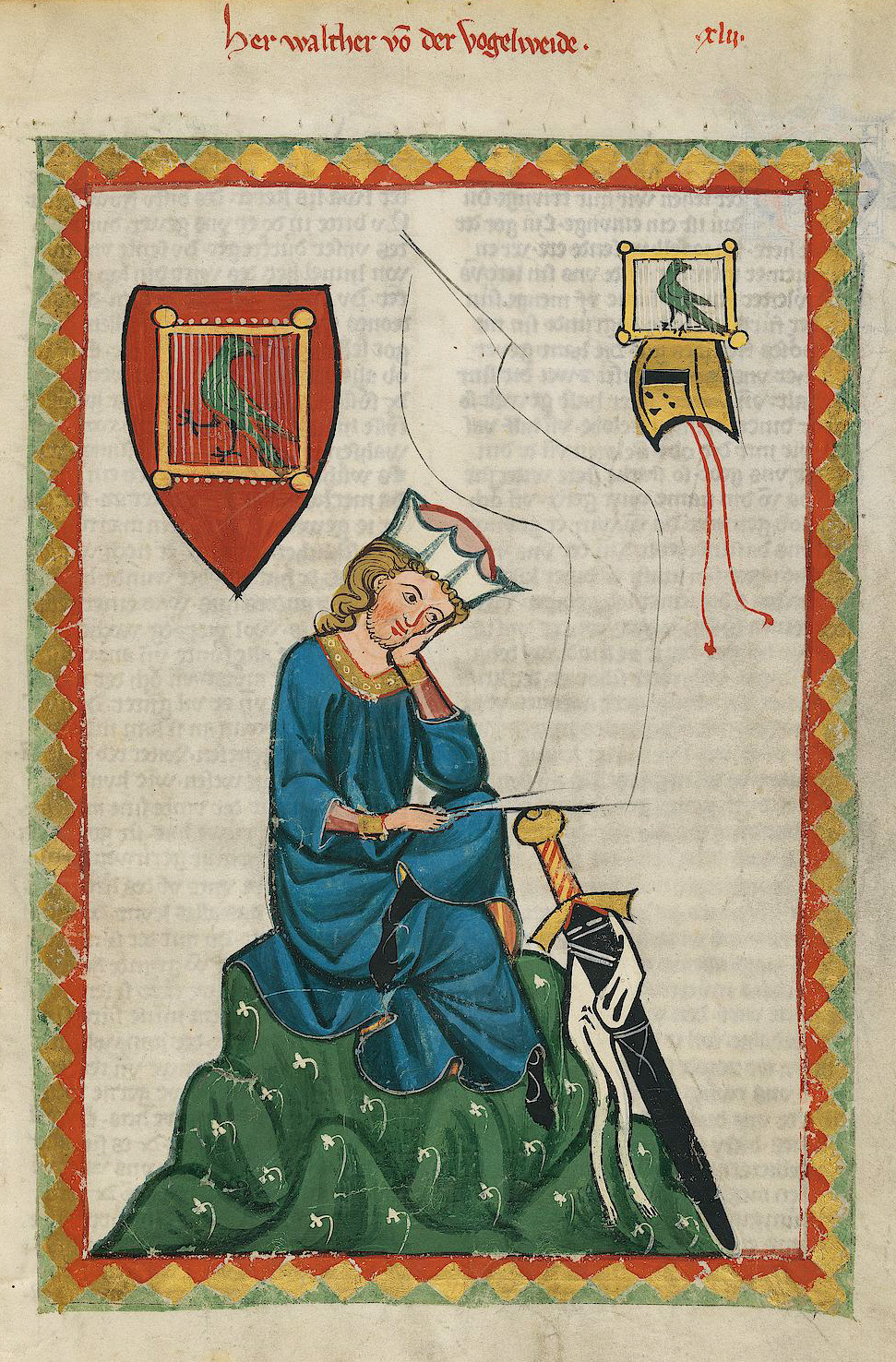
Walther von der Vogelweide

- Walther von Klingen († 1284), Minnesänger
- Walther von Monbary, Rudolf (1815–1892), preußischer Generalleutnant
- Walther von Vatz († 1213), Bischof von Gurk
- Walther von Walderstötten, Friedrich Wilhelm (1805–1889), bayerischer General der Infanterie
- Walther, Aage (1897–1961), dänischer Turner
- Walther, Adolf (1883–1968), Schweizer Richter und Regierungsstatthalter
- Walther, Adolf Richard (1885–1948), deutscher Hochschullehrer für Agrarchemie und ehemaliger Rektor der Landwirtschaftlichen Hochschule Hohenheim
- Walther, Adolf von (1826–1883), sächsischer Generalmajor
- Walther, Albert (* 1880), deutscher Maler und Kunstkritiker
- Walther, Alfred (1886–1955), Schweizer Ordinarius für Betriebswirtschaftslehre
- Walther, Alwin (1898–1967), deutscher Mathematiker, Ingenieur und Hochschullehrer
- Walther, Andrea (* 1970), deutsche angewandte Mathematikern
- Walther, Andreas (1879–1960), deutscher Soziologe
- Walther, Andreas I, deutscher Bildhauer und kurfürstlicher Büchsenmacher
- Walther, Andreas II, deutscher Bildhauer und kurfürstlicher Büchsenmacher
- Walther, Andreas III († 1596), deutscher Bildhauer des Barock
- Walther, Andrei (* 1972), deutscher Bauingenieur
- Walther, Angelo (1928–2012), deutscher Kunsthistoriker und Kustos der Gemäldegalerie Alte Meister
- Walther, Armin (1896–1969), deutscher Widerstandskämpfer und Werkdirektor
- Walther, Arnold (1880–1938), deutscher Theologe, Semitist und Altorientalist
- Walther, August von (1805–1885), deutscher Jurist und Politiker
- Walther, Augustin Friedrich (1688–1746), deutscher Arzt, Anatom und Botaniker
- Walther, Balthasar (1586–1640), deutscher Philologe und lutherischer Theologe
- Walther, Benjamin (* 1974), deutscher Künstler und Theaterregisseur
- Walther, Bernhard (1430–1504), Nürnberger Astronom des Mittelalters, Förderer von Regiomontanus
- Walther, Bernhard (1516–1584), österreichischer Rechtsgelehrter, Professor und innerösterreichischer Regierungskanzler
- Walther, Berthold (1905–1978), deutscher Kommunalpolitiker
- Walther, Carl (1877–1960), deutscher Bibliothekar
- Walther, Carl Ferdinand Wilhelm (1811–1887), deutsch-amerikanischer Theologe
- Walther, Carl Wilhelm Freund (1858–1915), deutscher Büchsenmacher und Unternehmer
- Walther, Carmen (* 1958), deutsche Politikerin (SPD), MdHB
- Walther, Christian (1655–1717), deutscher lutherischer Theologe
- Walther, Christian (1680–1728), preußischer Amtmann
- Walther, Christian (1927–2012), deutscher evangelisch-lutherischer Theologe und Sozialethiker
- Walther, Christian (* 1956), deutscher Journalist und Politologe
- Walther, Christian (* 1972), Schweizer Journalist und Filmemacher
- Walther, Christoph (1550–1592), deutscher Maler, Bildschnitzer und Hoforganist
- Walther, Christoph (1841–1914), deutscher Philologe und Bibliothekar
- Walther, Christoph (* 1978), deutscher Kabarettist, Mitglied des Musikkabarettduos Zärtlichkeiten mit Freunden
- Walther, Christoph Abraham († 1680), deutscher Bildhauer des Barocks
- Walther, Christoph Friedrich von (1809–1886), russischer Wirklicher Staatsrat und Bibliothekar kaiserlich öffentlichen Bibliothek St. Petersburg
- Walther, Christoph I (1493–1546), deutscher Bildhauer
- Walther, Christoph II (1534–1584), deutscher Bildhauer
- Walther, Christoph IV (1572–1626), deutscher Bildhauer der Renaissance
- Walther, Christoph Theodosius (1699–1741), pietistischer Prediger, Philologe und Missionar in Indien
- Walther, Clara (1860–1943), deutsche Landschafts- und Stilllebenmalerin sowie Radiererin
- Walther, Clemens (* 1948), deutscher Skispringer
- Walther, Connie (* 1962), deutsche Regisseurin
- Walther, Conradin (1846–1910), deutscher Architekt und Hochschullehrer
- Walther, Daniel (1940–2018), französischer Journalist und Autor von Science-Fiction-Romanen
- Walther, Daniel (* 1972), deutscher Eishockeyspieler
- Walther, Dieter (1930–2013), deutscher Religionspädagoge
- Walther, Dietmar (1923–2017), deutscher Dirigent, Komponist und Akkordeonist
- Walther, Dietrich (1942–2016), deutscher Unternehmer
- Walther, Elisabeth (1926–2020), deutsche Managerin und Mitglied des ZK der SED
- Walther, Elke (* 1967), deutsche Fußballspielerin und Fußballtrainerin
- Walther, Emil (1807–1857), württembergischer Oberamtmann
- Walther, Emmi (1860–1936), deutsche Malerin
- Walther, Eric (1892–1959), US-amerikanischer Gärtner und Botaniker
- Walther, Eric (* 1975), deutscher Moderner Fünfkämpfer
- Walther, Erich (1903–1948), deutscher Offizier, zuletzt Generalmajor der Luftwaffe im Zweiten Weltkrieg
- Walther, Erich (* 1906), deutscher Musiker
- Walther, Erich (1930–2005), deutscher Schauspieler
- Walther, Fabienne (* 1993), Schweizer Unihockeyspielerin
- Walther, Ferdi (1911–2000), deutscher Bildhauer, Maler, Grafiker und Bühnenbildner
- Walther, Fidejustus (1876–1944), deutscher Verwaltungsjurist
- Walther, Franz Erhard (* 1939), deutscher KünstlerFranz Erhard Walther (* 1939)

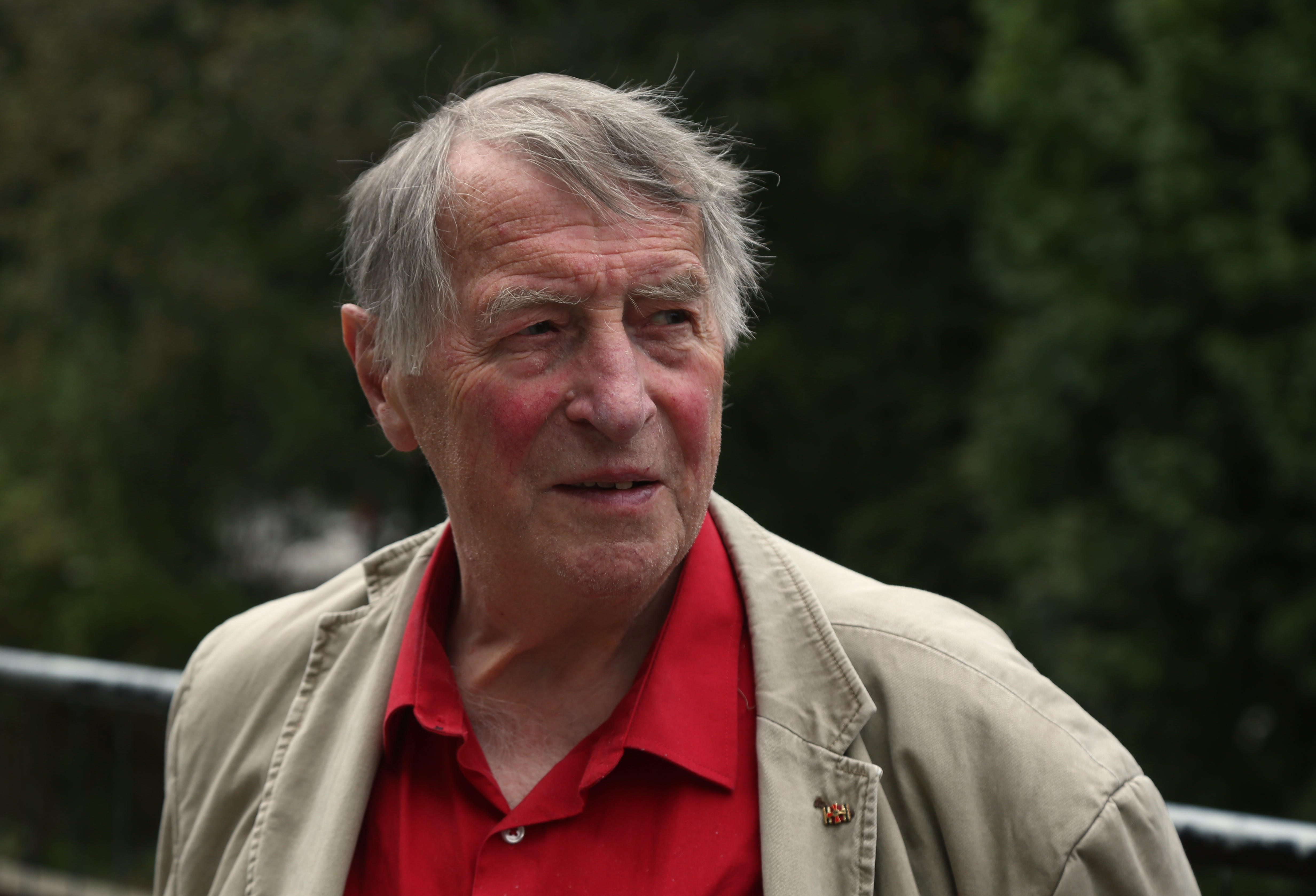
Franz Erhard Walther (* 1939)

- Walther, Fred (* 1933), deutscher Maler und Grafiker
- Walther, Frédéric-Henri (1761–1813), französischer Divisionsgeneral der Kavallerie
- Walther, Gabriele M., deutsche Filmproduzentin und Drehbuchautorin
- Walther, Gebhardt von (1902–1982), deutscher Diplomat
- Walther, Georg Conrad (1710–1778), deutscher Verleger und Inhaber der Waltherschen Hofbuchhandlung in Dresden
- Walther, Gérard (* 1943), französischer Grafiker und Maler
- Walther, Gerd (* 1970), deutscher Politiker (PDS, Die Linke), MdL, Bürgermeister von Ueckermünde, inoffizieller und hauptamtlicher Mitarbeiter der DDR-Staatssicherheit
- Walther, Gerda (1897–1977), deutsche Philosophin und Parapsychologin
- Walther, Gerrit (* 1959), deutscher Historiker
- Walther, Gertrud von (1903–2001), österreichisch-italienische Schriftstellerin
- Walther, Gesine (* 1962), deutsche Leichtathletin
- Walther, Gisela (1935–2018), deutsche Choreografin und Ballettdirektorin
- Walther, Gitta (1940–2014), deutsche Sängerin und Autorin
- Walther, H. E. Erwin (1920–1995), deutscher Komponist
- Walther, Hannah (* 1991), deutsche Schauspielerin
- Walther, Hans (1526–1586), deutscher Bildhauer der Renaissance
- Walther, Hans (1883–1950), deutscher U-Boot-Kommandant, Chefredakteur, Konteradmiral
- Walther, Hans (1884–1971), deutscher mittellateinischer Philologe
- Walther, Hans (1888–1961), deutscher Bildhauer
- Walther, Hans (1921–2015), deutscher Onomastiker
- Walther, Hans-Jürgen (1919–2011), deutscher Dirigent und Musikschulleiter
- Walther, Hansjoachim (1939–2005), deutscher Politiker (DSU, CDU), MdV, MdBHansjoachim Walther (1939–2005)

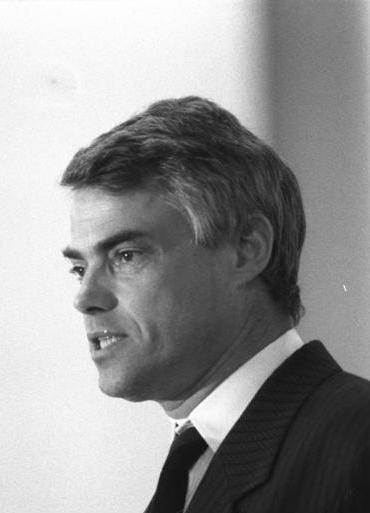
Hansjoachim Walther (1939–2005)

- Walther, Harald (1929–2013), deutscher Paläobotaniker
- Walther, Harry (1927–1988), deutscher Schauspieler, Bühnenautor, Regisseur und Intendant
- Walther, Hedda (1894–1979), deutsche Fotografin
- Walther, Heidrun (* 1952), österreichische Bibliothekarin und Politikerin (SPÖ), Abgeordnete zum Nationalrat
- Walther, Heinrich (1862–1954), Schweizer Politiker (Katholisch-Konservative)
- Walther, Heinrich (1866–1950), deutscher Gynäkologe
- Walther, Heinrich Andreas (1696–1748), deutscher evangelisch-lutherischer Theologe und Pfarrer
- Walther, Heinz-Ulrich (* 1943), deutscher Eiskunstläufer, Eiskunstlaufpreisrichter
- Walther, Helmut G. (1924–1981), deutscher Kommunalpolitiker
- Walther, Helmut G. (* 1944), deutscher Historiker
- Walther, Herbert (1922–2003), deutscher SS-Offizier und Sachbuchautor
- Walther, Herbert (1935–2006), deutscher Physiker
- Walther, Hermann (1815–1871), deutscher Internist
- Walther, Hermann (1874–1941), deutscher Staatssekretär und Manager
- Walther, Hertha von (1903–1987), deutsche SchauspielerinHertha von Walther (1903–1987)

Hertha von Walther (1903–1987)

- Walther, Ingo (* 1947), deutscher Fußballspieler
- Walther, Ingo (* 1969), deutscher Fußballspieler
- Walther, Ingo F. (1940–2007), deutscher Kunsthistoriker
- Walther, Irene (1919–1942), deutsche Widerstandskämpferin gegen den Nationalsozialismus und Kommunistin
- Walther, Isaak Gottlieb (1738–1805), Schweizer Jurist und Historiker
- Walther, J. (* 1977), deutsche Schriftstellerin
- Walther, J. Monika (* 1945), deutsche Schriftstellerin
- Walther, Joachim (1943–2020), deutscher Schriftsteller und Herausgeber
- Walther, Johann († 1754), Stiftsherr am evangelischen Petersbergstift in Goslar
- Walther, Johann Friedrich (1695–1776), deutscher Lehrer, Organist und Zeichner
- Walther, Johann Georg (1708–1761), deutscher Rhetoriker
- Walther, Johann Gottfried (1684–1748), deutscher Komponist und Organist
- Walther, Johann Heinrich Bartholomäus († 1802), deutsch-baltischer Baumeister
- Walther, Johann Jakob († 1717), deutscher Komponist und Violinist
- Walther, Johann Karl Wilhelm (1796–1859), deutscher Chirurg und Hochschullehrer
- Walther, Johann Philipp (1798–1868), deutscher Künstler, Holzschneider, Radierer, Maler und Zeichner
- Walther, Johannes († 1394), Spitalmeister des Kreuzherrenklosters im oberschwäbischen Memmingen (1390–1394)
- Walther, Johannes (1860–1937), deutscher Geologe und Paläontologe
- Walther, Johannes (* 1959), deutscher Unternehmer und Hochschullehrer
- Walther, Justus (1807–1858), Landtagsabgeordneter Großherzogtum Hessen
- Walther, Karl (1878–1948), deutscher Geologe und Paläontologe
- Walther, Karl (1905–1981), deutscher Maler des Spätimpressionismus
- Walther, Karl August (* 1902), deutscher Schriftsteller und Verleger
- Walther, Karl Hans (1895–1965), deutscher Sanitätsoffizier und Hygieniker
- Walther, Karl von (1786–1873), preußischer Generalmajor
- Walther, Karl-Heinz (1929–1995), deutscher Schauspieler, Regisseur und Theaterintendant
- Walther, Kathrin (* 1986), deutsche Triathletin
- Walther, Katy (* 1974), deutsche Politikerin (Bündnis 90/Die Grünen)
- Walther, Kerstin (* 1961), deutsche Leichtathletin
- Walther, Kirsten (1933–1987), dänische Schauspielerin
- Walther, Klaus (1937–2023), deutscher Literaturwissenschaftler und Schriftsteller
- Walther, Klaus (* 1955), deutscher Journalist, Fernsehredakteur, Auslandskorrespondent und Kommunikationsmanager
- Walther, Lars (* 1965), dänischer Handballtrainer und -spieler
- Walther, Lars-Henrik (* 1968), deutscher Handballspieler
- Walther, Lina (1824–1907), deutsche Schriftstellerin
- Walther, Linda (* 1982), deutsche Kunsthistorikerin, Kuratorin und Museumsdirektorin
- Walther, Lothar (1899–1983), deutscher Unternehmer und Sportschütze
- Walther, Louis (1838–1891), deutscher Richter und Abgeordneter in Preußen
- Walther, Ludolf (1595–1658), deutscher Theologe, Autor und insbesondere Verfasser zahlreicher Leichenpredigten
- Walther, Ludwig (1804–1881), Landtagsabgeordneter Großherzogtum Hessen
- Walther, Luise (1833–1917), deutsche Scherenschnittkünstlerin und Porträtmalerin
- Walther, Manfred (* 1938), deutscher Philosoph
- Walther, Manfred (* 1948), deutscher Politiker (DDR-CDU, CDU), MdL
- Walther, Marcel († 1995), Schweizer Gynäkologe und mutmasslicher Mörder
- Walther, Maria P., US-amerikanische Pädagogin
- Walther, Markus (* 1972), deutscher Schriftsteller und Kalligraph
- Walther, Martin († 1763), deutscher Kunstschreiner
- Walther, Martina (* 1963), deutsche Olympiasiegerin im Rudern
- Walther, Michael († 1624), deutscher Bildhauer des Barock
- Walther, Michael (* 1960), deutscher Fußballtorhüter
- Walther, Michael der Ältere (1593–1662), deutscher lutherischer Theologe
- Walther, Michael der Jüngere (1638–1692), deutscher Mathematiker und lutherischer Theologe
- Walther, Nico (* 1990), deutscher Bobsportler und Rennrodler
- Walther, Oliver (* 1969), deutscher Politiker (CDU), Bürgermeister
- Walther, Otto (1848–1943), deutscher Kaufmann und Politiker, MdL
- Walther, Otto (1855–1919), deutscher Arzt und Klinikgründer
- Walther, Pan (1921–1987), deutscher Fotograf
- Walther, Paul (1876–1933), deutscher Bildhauer und Tierplastiker
- Walther, Paul (* 1979), deutscher Schauspieler
- Walther, Paul-Max (* 1987), deutscher Fußballspieler
- Walther, Peter (* 1965), deutscher Germanist, Herausgeber und Biograf
- Walther, Peter Th. (* 1952), deutscher Historiker
- Walther, Philipp (1856–1934), deutscher Forstwissenschaftler
- Walther, Philipp Alexander Ferdinand (1812–1887), deutscher Historiker und Bibliothekar
- Walther, Philipp Franz von (1782–1849), deutscher Chirurg, Augenarzt und Hochschullehrer in München
- Walther, Philipp Heinrich (1768–1837), deutscher Landwirt und Landtagsabgeordneter im Großherzogtum Hessen
- Walther, Reinhold von (1866–1945), deutscher Chemiker und Rektor der Bergakademie Freiberg
- Walther, René (* 1928), Schweizer Bauingenieur
- Walther, Ricardo (* 1991), deutscher TischtennisspielerRicardo Walther (* 1991)

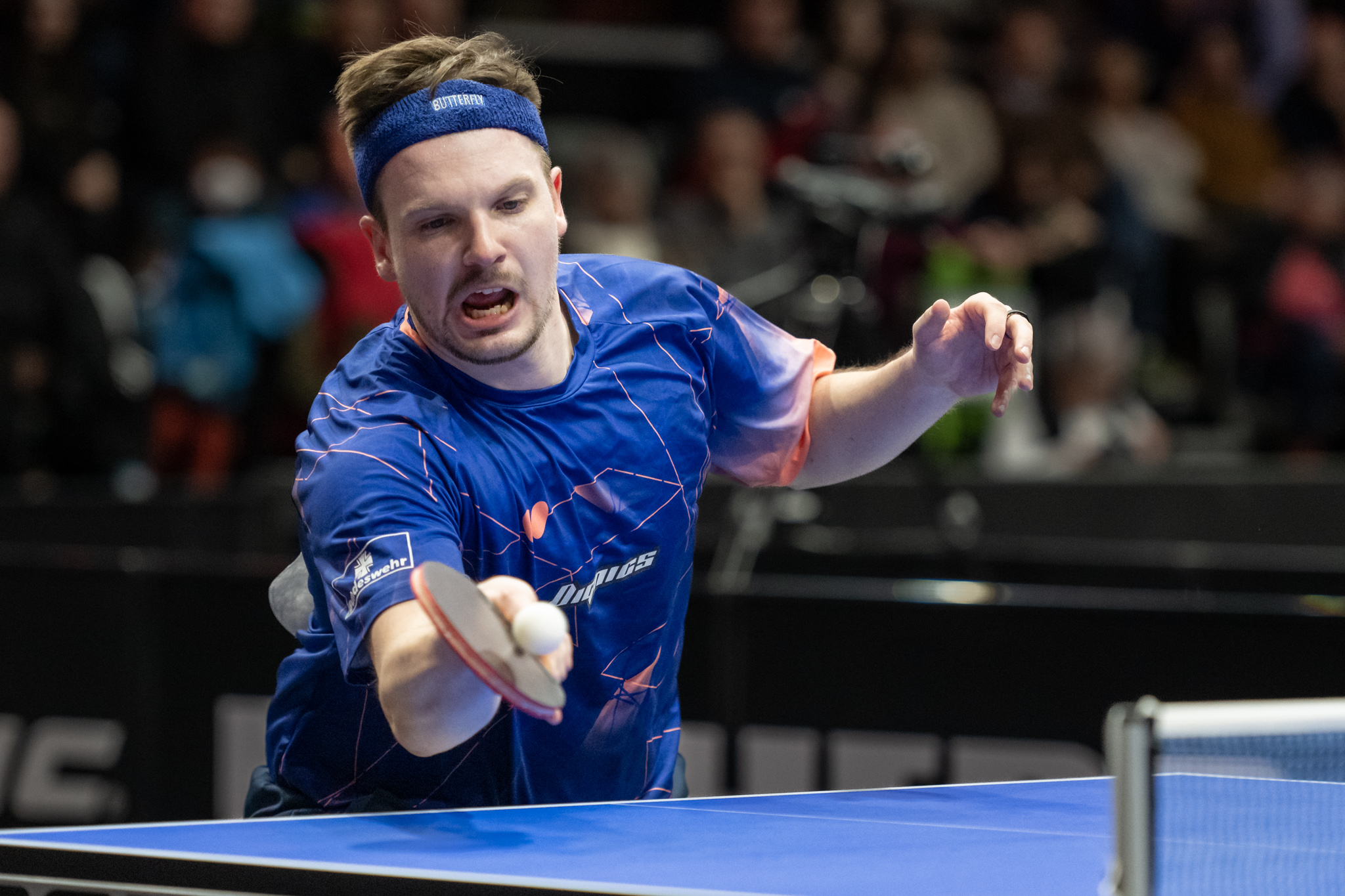
Ricardo Walther (* 1991)

- Walther, Roderich (1884–1966), deutscher Verwaltungsjurist; Landrat in Gumbinnen
- Walther, Rosel (1928–2006), deutsche NDPD-Funktionärin, MdV, Mitglied des Staatsrates der DDR
- Walther, Rudi (1928–2010), deutscher Politiker (SPD), MdB
- Walther, Rudolf (* 1944), deutscher Historiker und Publizist
- Walther, Rudolph (1891–1973), deutscher Politiker und Oberbürgermeister von Mainz (1945–1945)
- Walther, Sabina von, italienische Opernsängerin (Sopran)
- Walther, Samuel (1679–1754), deutscher Schriftsteller, Pädagoge, Historiker und zugleich Mitglied der Preußischen Akademie der Wissenschaft
- Walther, Sebastian (1576–1645), deutscher Architekt und Bildhauer
- Walther, Siegfried (* 1955), deutscher Theaterschauspieler
- Walther, Sophie Eleonore (1723–1754), deutsche Schriftstellerin und Übersetzerin
- Walther, Thomas (* 1943), deutscher Rechtsanwalt
- Walther, Thomas (* 1964), deutscher Experimentalphysiker
- Walther, Thorsten (* 1972), deutscher Fußballspieler
- Walther, Thüring († 1615), Schweizer Glasmaler
- Walther, Timo (* 1998), deutscher Eishockeyspieler
- Walther, Timon (1800–1881), evangelischer Pfarrer und Abgeordneter
- Walther, Ulrich (* 1980), deutscher Organist
- Walther, Werner (* 1928), deutscher Fußballspieler
- Walther, Wiebke (1935–2023), deutsche Arabistin, Islamwissenschaftlerin, Hochschullehrerin und Übersetzerin
- Walther, Wilhelm († 1983), deutscher Fotograf
- Walther, Wilhelm (1826–1913), deutscher Künstler, Professor und Erschaffer des Fürstenzuges in Dresden
- Walther, Wilhelm (1846–1924), deutscher Theologe
- Walther, Wilhelm (1857–1917), deutscher Architekt
- Walther, Wilhelm (1887–1961), deutscher Richter und Präsident des Bayerischen Verfassungsgerichtshofes
- Walther, Wilhelm (1889–1940), deutscher Komponist
- Walther, Wilhelm Gottfried (1863–1932), deutscher Augenarzt und Obergeneralarzt beim Deutschen Heer
- Walther, Wilhelm von (1870–1958), Südtiroler Politiker
- Walther, William (* 1906), deutscher Boxer
- Walther, Wolfgang (* 1948), deutscher Politiker (SPD)
- Walther-Ahrens, Tanja (* 1970), deutsche Fußballspielerin und Sportwissenschaftlerin, lesbische Aktivistin gegen Homophobie im Fußball
- Walther-Bense, Elisabeth (1922–2018), deutsche Semiotikerin
- Walther-Büel, Hans (1913–2002), Schweizer Psychiater
- Walther-Dulk, Ilse (1920–2024), deutsche Hochschulprofessorin, Autorin und Übersetzerin
- Walther-Dumbsky, Irma (1920–2005), deutsche Turnerin
- Walther-Fein, Rudolf (1875–1933), österreichischer Schauspieler, Filmregisseur, Produktionsleiter und Drehbuchautor
- Walther-Gabory, Jessica (* 1982), deutsch-französische Schauspielerin und Sprecherin
- Walther-Schönherr, Jutta (1928–2016), deutsche Grafikerin
- Walther-Visino, Therese (1898–1981), deutsche Musikpädagogin und Naive Malerin
- Walther-Wipplinger, Charlotte (1911–1992), österreichische Malerin
- Walthéry, François (* 1946), belgischer Comiczeichner
- Walthes, Frank (* 1963), deutscher VersicherungsfunktionärFrank Walthes (* 1963)

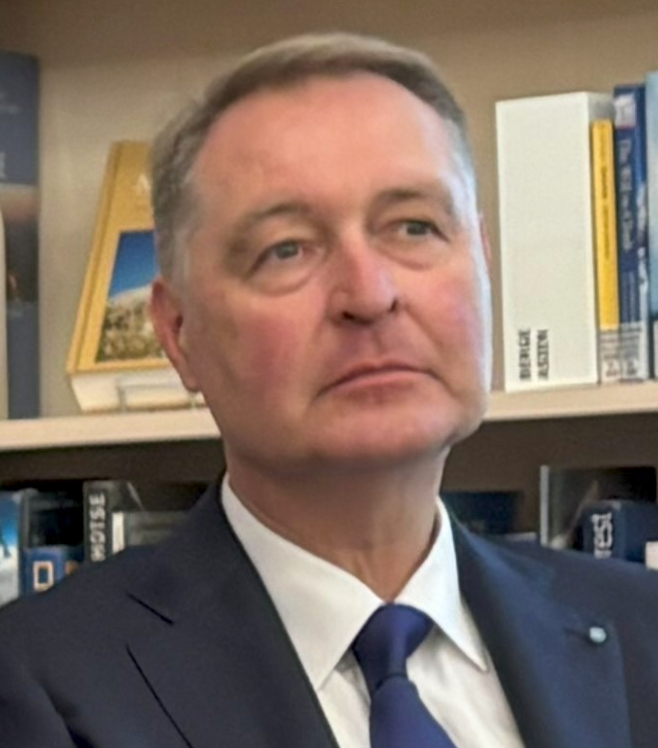
Frank Walthes (* 1963)

- Walthour, Jimmy (1910–1981), US-amerikanischer Radrennfahrer
- Walthour, Robert (1878–1949), US-amerikanischer Radrennfahrer
- Walthour, Robert, Jr. (1902–1980), US-amerikanischer Radrennfahrer

### Walti
- Walti, Beat (* 1968), Schweizer Rechtsanwalt und Politiker (FDP)
- Wälti, Dave (* 1988), Schweizer Koch
- Wälti, Lia (* 1993), Schweizer Fussballspielerin
- Walti, Martin (* 1982), Schweizer Freestyle-Skisportler
- Waltin, Mats (* 1953), schwedischer Eishockeyspieler, -trainer und -funktionär
- Waltispurger, Maurice (* 1911), französischer Marathonläufer

### Waltj
- Waltjen, Carsten (1814–1880), deutscher Unternehmer und Politiker, MdBB

### Waltk
- Waltke, Dieter (* 1953), deutscher Handballspieler
- Wältken, Ricarda (* 1978), deutsche Pop-Rap-SängerinRicarda Wältken (* 1978)

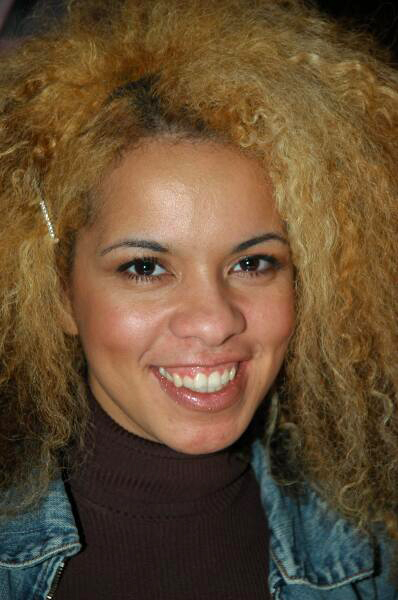
Ricarda Wältken (* 1978)

### Waltl
- Waltl, Balthasar (1858–1908), österreichischer Porträt-, Historien- und Kirchenmaler
- Waltl, Lukas (* 1993), österreichischer Fußballspieler
- Waltl, Niki (* 1983), österreichischer Kameramann
- Waltl, Viktor (1859–1928), österreichischer Bergbauingenieur

### Waltm
- Waltman, Sean (* 1972), US-amerikanischer Wrestler
- Waltman, William De Witt (1875–1955), US-amerikanischer Ingenieur und Funktionär in der Erdölindustrie
- Waltmann, Gregor (1661–1739), Abt des Klosters Liesborn
- Waltmann, Volker (* 1968), deutscher Maître fromager affineur (Käseveredler)

### Waltn
- Waltner, Charles Albert (1846–1925), französischer Kupferstecher und Radierer
- Waltner, Erland (1914–2009), mennonitischer Theologe
- Waltner, Johann (1900–1987), österreichischer Politiker (ÖVP), Landesrat in Niederösterreich
- Waltner, Róbert (* 1977), ungarischer Fußballspieler und -trainer
- Waltner, Willi (1934–1966), deutscher Ringer

### Walto
- Walto von Wessobrunn, deutscher Abt
- Walton Kroenke, Ann (* 1948), US-amerikanische Unternehmerin
- Walton, Adam (* 1999), australischer Tennisspieler
- Walton, Alice (* 1949), US-amerikanische UnternehmerinAlice Walton (* 1949)

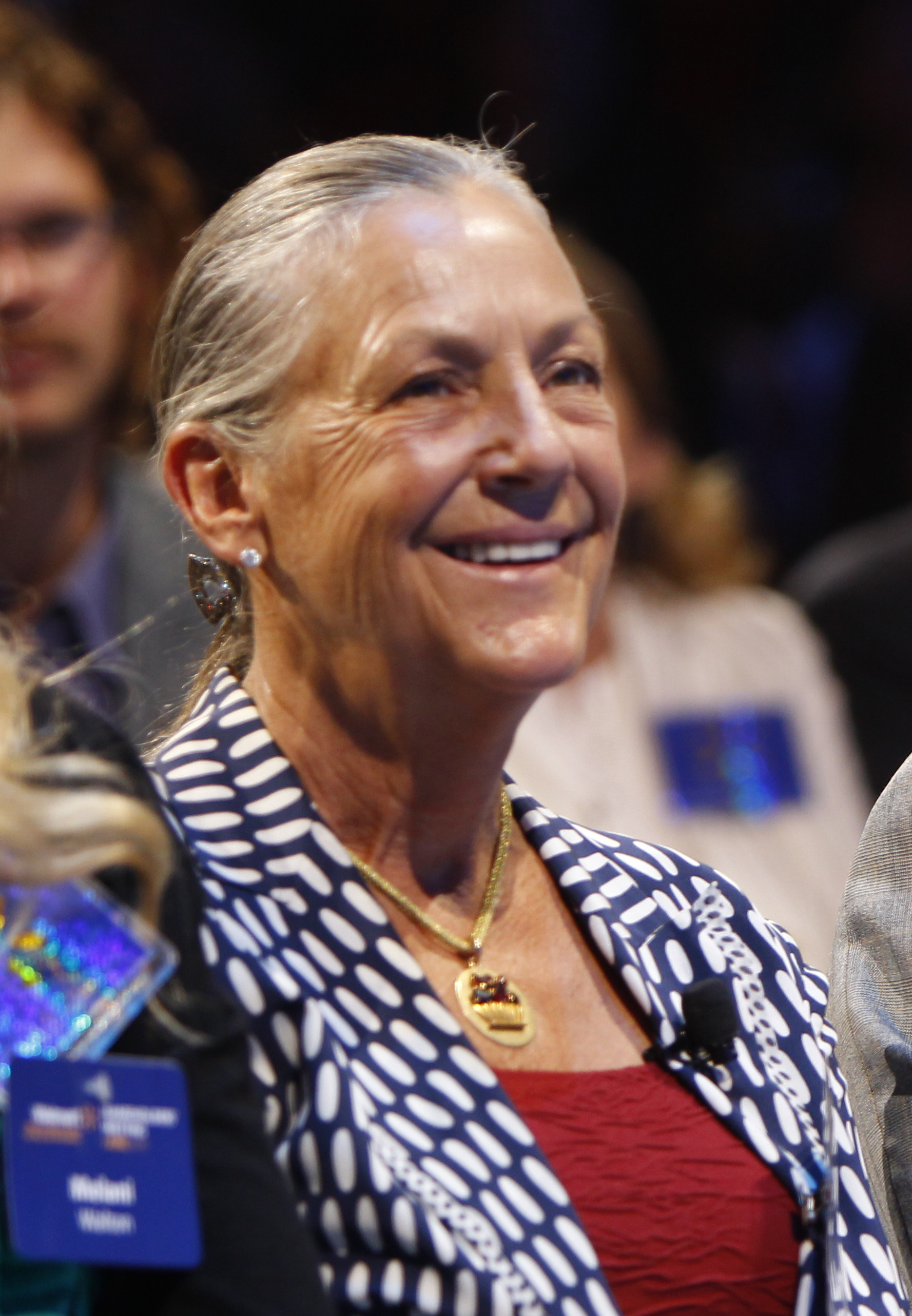
Alice Walton (* 1949)

- Walton, Ama (* 1970), deutsche Rechtsanwältin und Unternehmerin
- Walton, Anna (* 1980), britische Schauspielerin
- Walton, Araba (* 1975), deutsche Schauspielerin und Sängerin
- Walton, Bill (1952–2024), US-amerikanischer Basketballspieler
- Walton, Brent (* 1983), kanadischer Eishockeyspieler
- Walton, Brian († 1661), britischer Orientalist und Bischof von Chester
- Walton, Brian (* 1965), kanadischer Radrennfahrer
- Walton, Bryce (1918–1988), amerikanischer Schriftsteller
- Walton, Caz (* 1947), britische Behindertensportlerin
- Walton, Cedar (1934–2013), US-amerikanischer Jazz-Pianist
- Walton, Charles W. (1819–1900), US-amerikanischer Jurist und Politiker
- Walton, Chris (* 1963), britischer Musikhistoriker
- Walton, Christy (* 1949), US-amerikanische Unternehmerin
- Walton, Craig (* 1975), australischer Triathlet
- Walton, David (* 1978), US-amerikanischer SchauspielerDavid Walton (* 1978)

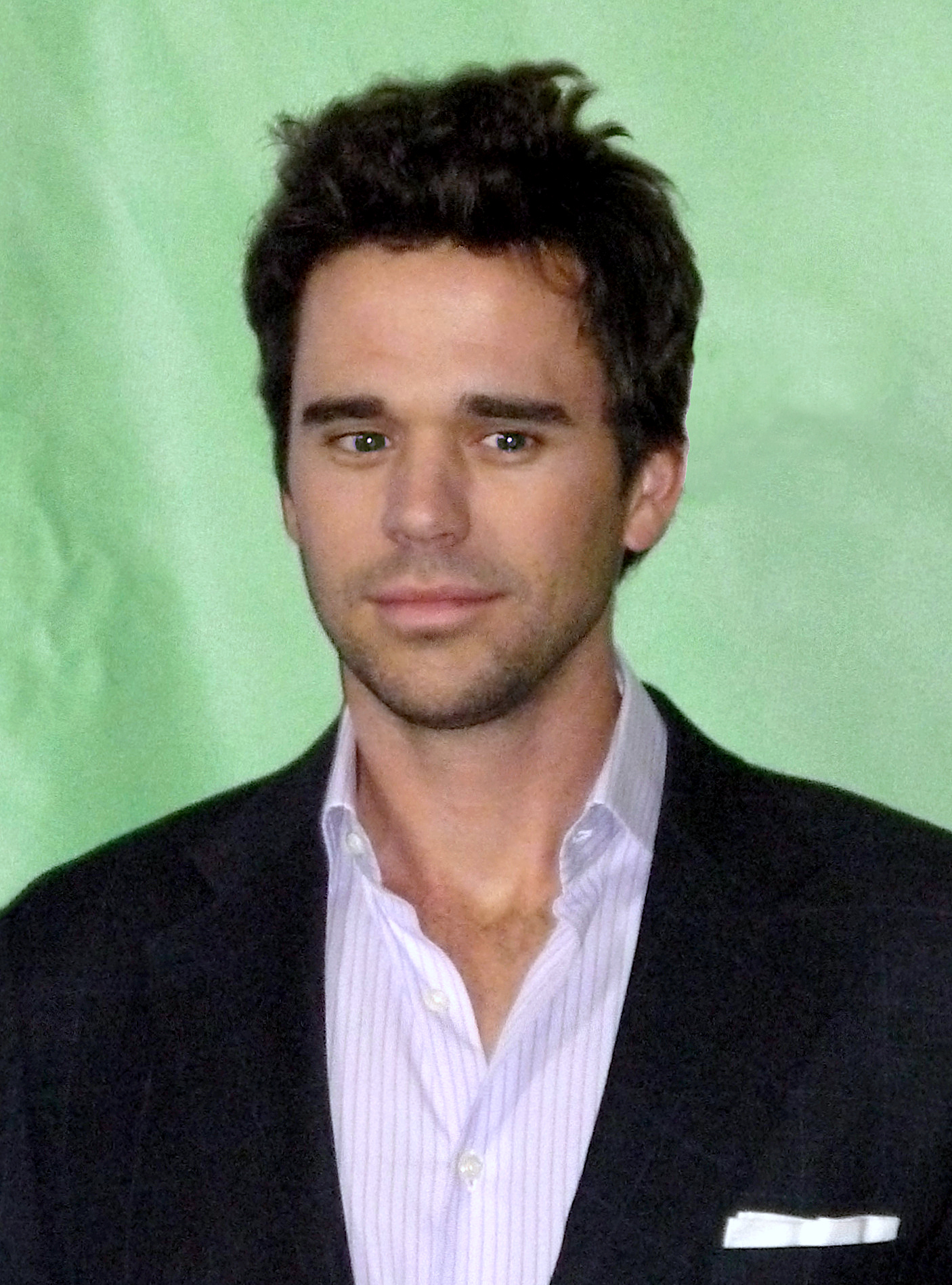
David Walton (* 1978)

- Walton, Dorothy (1909–1981), kanadische Badmintonspielerin
- Walton, Douglas (1910–1961), kanadischer Schauspieler
- Walton, Douglas (1942–2020), kanadischer Argumentationstheoretiker
- Walton, Edward Arthur (1860–1922), schottischer Maler des Spätimpressionismus
- Walton, Eliakim Persons (1812–1890), US-amerikanischer Politiker
- Walton, Emily (* 1984), britische Schriftstellerin
- Walton, Emma (* 1962), britische Schauspielerin und Schriftstellerin
- Walton, Ernest (1903–1995), irischer Physiker
- Walton, Evangeline (1907–1996), US-amerikanische Schriftstellerin
- Walton, Frank (1944–2024), US-amerikanischer Jazzmusiker (Trompete)
- Walton, Frederick († 1928), englischer Unternehmer und Erfinder des Linoleum sowie des Linkrusta
- Walton, Genneya (* 1999), US-amerikanische Schauspielerin und Tänzerin
- Walton, George (1741–1804), britisch-amerikanischer Jurist und Politiker
- Walton, George L., US-amerikanischer Politiker
- Walton, Graeme (* 1982), britischer Eishockeyspieler
- Walton, Harriet J. (* 1933), amerikanische Mathematikerin und Hochschullehrerin
- Walton, India (* 1982), US-amerikanische Politikerin
- Walton, Izaak (1593–1683), englischer Schriftsteller, Schneider und Angler
- Walton, Jack (* 1998), englischer Fußballspieler
- Walton, Jack C. (1881–1949), US-amerikanischer Politiker
- Walton, Javon, US-amerikanischer Kinderdarsteller
- Walton, Jim (* 1948), jüngster Sohn von Walmart Gründer Sam WaltonJim Walton (* 1948)

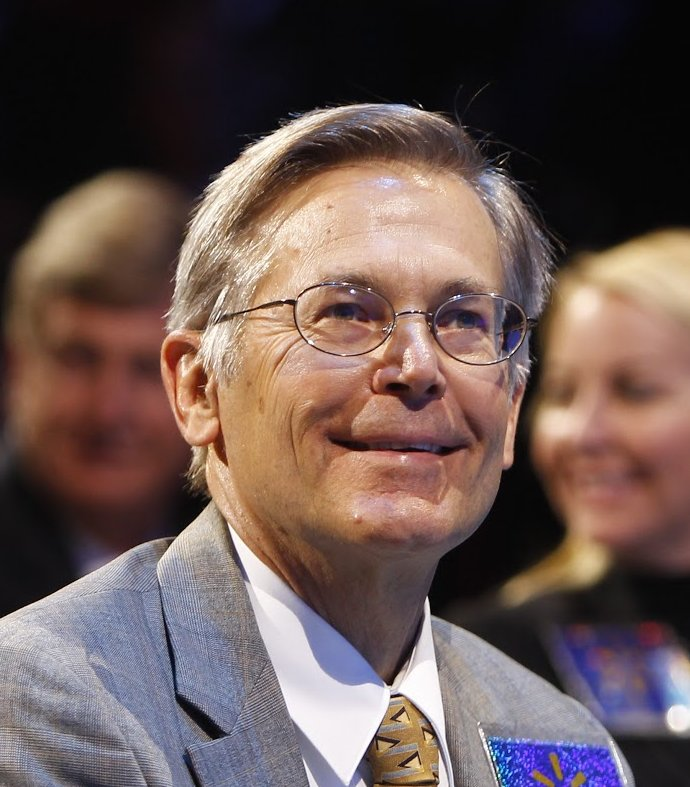
Jim Walton (* 1948)

- Walton, Jo (* 1964), walisisch-kanadische Fantasy- und Science-Fiction-Autorin
- Walton, John (1738–1783), britisch-amerikanischer Politiker
- Walton, John (1928–1979), englischer Fußballspieler
- Walton, John (* 1961), englischer Dartspieler
- Walton, John T. (1946–2005), US-amerikanischer Unternehmer
- Walton, John, Baron Walton of Detchant (1922–2016), britischer Politiker und Mediziner
- Walton, Leslie Bannister (1895–1960), britischer Romanist und Hispanist
- Walton, Luke (* 1980), US-amerikanischer Basketballspieler und -trainer
- Walton, Marcello, britischer Schauspieler und Stuntman
- Walton, Matthew († 1819), US-amerikanischer Politiker
- Walton, Mercy Dee (1915–1962), US-amerikanischer Bluespianist, Sänger und Songwriter
- Walton, Mike (* 1945), kanadischer Eishockeyspieler
- Walton, Minnie (1852–1879), australisch-amerikanische Sängerin und Schauspielerin
- Walton, Raoul (* 1959), US-amerikanischer Musiker (Bassist)
- Walton, Rebekah (* 1999), britische Speerwerferin
- Walton, Robert C. (1932–2000), US-amerikanischer evangelischer Theologe und Kirchenhistoriker
- Walton, S. Robson (* 1944), US-amerikanischer Unternehmer
- Walton, Sally (* 1981), britische Hockeyspielerin
- Walton, Sam (1918–1992), US-amerikanischer UnternehmerSam Walton (1918–1992)

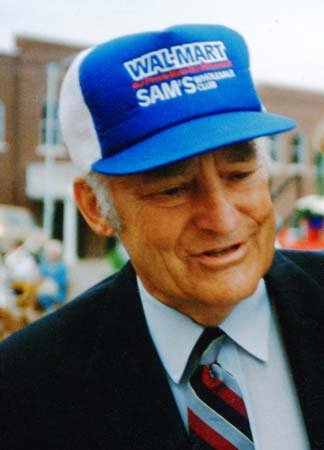
Sam Walton (1918–1992)

- Walton, Scott, US-amerikanischer Jazzmusiker
- Walton, Tasma (* 1973), australische Filmschauspielerin
- Walton, Tony (1934–2022), britischer Artdirector, Kostüm- und Szenenbildner
- Walton, Travis (* 1953), angeblich von Außerirdischen entführt
- Walton, William (1902–1983), englischer Komponist und Dirigent
- Walton, William Bell (1871–1939), US-amerikanischer Politiker
- Walton-Walker, Peggy (* 1943), US-amerikanische Schauspielerin

### Waltp
- Waltpart, Johann Baptist, Buchdrucker und Verleger in Zug, Waldshut, Freiburg und Bonndorf

### Waltr
- Waltraud von Mons, Heilige
- Waltrich († 790), Benediktiner, Gründer und erster Abt des Klosters Schäftlarn, Abt des Klosters Saint-Bénigne in Dijon sowie Bischof von Langres
- Waltrin, Humbert (* 1716), französischer Orgelbauer
- Waltrin, Johann Baptist (1708–1753), französischer Orgelbauer
- Waltrin, Joseph (1679–1747), französischer Orgelbauer
- Waltrip, Darrell (* 1947), US-amerikanischer NASCAR-Rennfahrer und SportkommentatorDarrell Waltrip (* 1947)

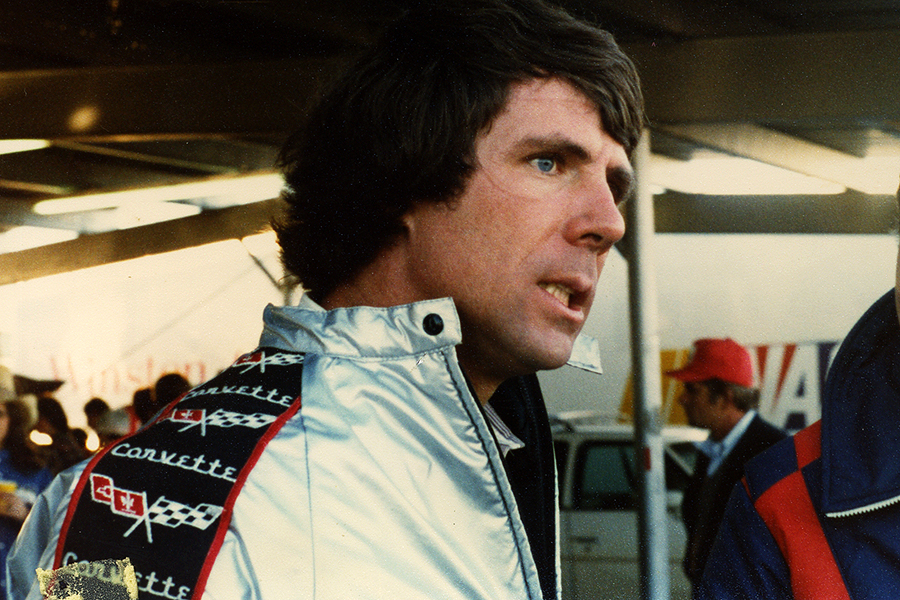
Darrell Waltrip (* 1947)

- Waltrip, Michael (* 1963), US-amerikanischer NASCAR-Rennfahrer

### Walts
- Walts, Butch (* 1955), US-amerikanischer Tennisspieler
- Waltschanow, Rangel (1928–2013), bulgarischer Regisseur, Schauspieler und Drehbuchautor
- Waltschew, Enjo (1936–2014), bulgarischer Ringer
- Waltschew, Latschesar (* 2005), bulgarischer Dreispringer
- Waltschezkaja, Alena (* 1944), belarussische Kunstturnerin
- Waltschkou, Uladsimir (* 1978), belarussischer Tennisspieler
- Waltsgott, Johann Ernst (1671–1712), schlesischer Mediziner

### Walty
- Walty, Hans E. (1868–1948), Schweizer Mykologe, Zeichner und Aquarellist
- Walty, Paul Arnold (1881–1969), Schweizer Fußballspieler

### Waltz
- Waltz, Christoph (* 1956), deutsch-österreichisch-US-amerikanischer SchauspielerChristoph Waltz (* 1956)

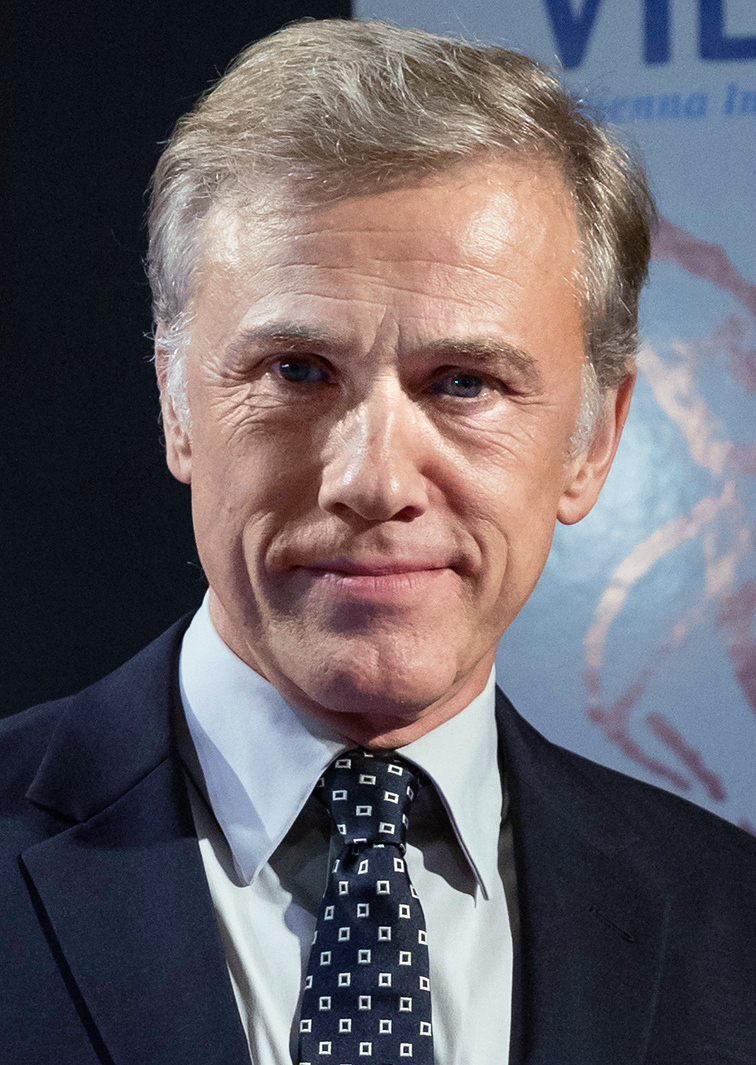
Christoph Waltz (* 1956)

- Waltz, David (1943–2012), US-amerikanischer Informatiker
- Waltz, Gustavus, britischer Sänger der Stimmlage Bass
- Waltz, Jean-Jacques (1873–1951), elsässischer Grafiker, Zeichner und Heimatforscher
- Waltz, Jeanne (* 1962), schweizerische Filmschaffende
- Waltz, Kenneth (1924–2013), US-amerikanischer Politikwissenschaftler
- Waltz, Lisa (* 1961), US-amerikanische Schauspielerin
- Waltz, Martin U. (* 1962), deutscher Fotograf
- Waltz, Michael (* 1974), US-amerikanischer Politiker, Soldat und Sicherheitsberater
- Waltz, Patrick (1924–1972), US-amerikanischer Schauspieler
- Waltz, Sasha (* 1963), deutsche Choreografin und Tänzerin
- Waltz, Viktoria (* 1944), deutsche Architektin, Raumplanerin und Hochschullehrerin
- Waltzer, Ben (* 1971), US-amerikanischer Jazzmusiker (Piano)
- Waltzing, Gast (* 1956), luxemburgischer Komponist und Musiker
- Waltzinger, Karl (1908–1993), deutscher Verwaltungsjurist
- Waltzog, Alfons (1910–1981), deutscher Politiker (CDU)